# Levante dos Boxers
O Levante dos Boxers, também conhecida como Rebelião dos Boxers, Revolta dos Boxers, Insurreição dos Boxers, ou Movimento Yihetuan, foi um levante anti-imperialista, anticristão e anticolonial na China entre 1899 e 1901, no final da Dinastia Qing, pela Sociedade dos Punhos Harmoniosos e Justiceiros (Yìhéquán). Os rebeldes eram conhecidos como "Boxers" em inglês porque muitos de seus membros praticavam artes marciais chinesas, que na época eram chamadas de "boxe chinês". Foi derrotado pela Aliança das Oito Nações de potências estrangeiras.
Após a Guerra Sino-Japonesa de 1895, os aldeões do Norte da China temeram a expansão das esferas de influência estrangeiras e ressentiram-se da extensão dos privilégios aos missionários cristãos, que os usaram para proteger os seus seguidores. Em 1898, o Norte da China sofreu vários desastres naturais, incluindo as inundações e secas do Rio Amarelo, que os Boxers atribuíram à influência estrangeira e cristã. A partir de 1899, os Boxers espalharam a revolução por Shandong e pela Planície do Norte da China, destruindo propriedades estrangeiras, como ferrovias, e atacando ou assassinando missionários cristãos e cristãos chineses. Os acontecimentos chegaram ao auge em junho de 1900, quando os combatentes boxeadores, convencidos de que eram invulneráveis às armas estrangeiras, convergiram para Pequim com o slogan "Apoie o governo Qing e extermine os estrangeiros".
Diplomatas, missionários, soldados e alguns cristãos chineses refugiaram-se no Bairro da Legação diplomática, que os Boxers sitiaram. Uma Aliança de Oito Nações composta por tropas americanas, austro-húngaras, britânicas, francesas, alemãs, italianas, japonesas e russas moveu-se para a China para levantar o cerco e em 17 de junho invadiu o Forte Dagu em Tianjin. A Imperatriz Viúva Cixi, que inicialmente estava hesitante, apoiou os Boxers e em 21 de junho emitiu um Decreto Imperial, uma declaração de guerra de facto, sobre as potências invasoras. O funcionalismo chinês estava dividido entre aqueles que apoiavam os Boxers e aqueles que eram a favor da conciliação, liderados pelo Príncipe Qing. O comandante supremo das forças chinesas, o general manchu Ronglu (Junglu), afirmou mais tarde que agiu para proteger os estrangeiros. As autoridades das províncias do sul ignoraram a ordem imperial de lutar contra os estrangeiros.
A Aliança das Oito Nações, depois de inicialmente ser rejeitada pelos militares imperiais chineses e pela milícia Boxer, trouxe 20 000 soldados armados para a China. Eles derrotaram o Exército Imperial em Tianjin e chegaram a Pequim em 14 de agosto, aliviando o cerco de cinquenta e cinco dias às Legações. Seguiu-se a pilhagem da capital e da zona rural circundante, juntamente com a execução sumária dos suspeitos de serem boxeadores em retribuição. O Protocolo Boxer de 7 de setembro de 1901 previa a execução de funcionários do governo que apoiassem os Boxers, disposições para que tropas estrangeiras fossem estacionadas em Pequim e 450 milhões de taéis de prata – mais do que a receita fiscal anual do governo – a serem pagos como indenização ao longo dos próximos 39 anos às oito nações envolvidas. A forma como a dinastia Qing lidou com a Rebelião dos Boxers enfraqueceu ainda mais seu controle sobre a China e levou a dinastia a tentar grandes reformas governamentais no rescaldo.

## Prelúdio

### Origens dos Boxers

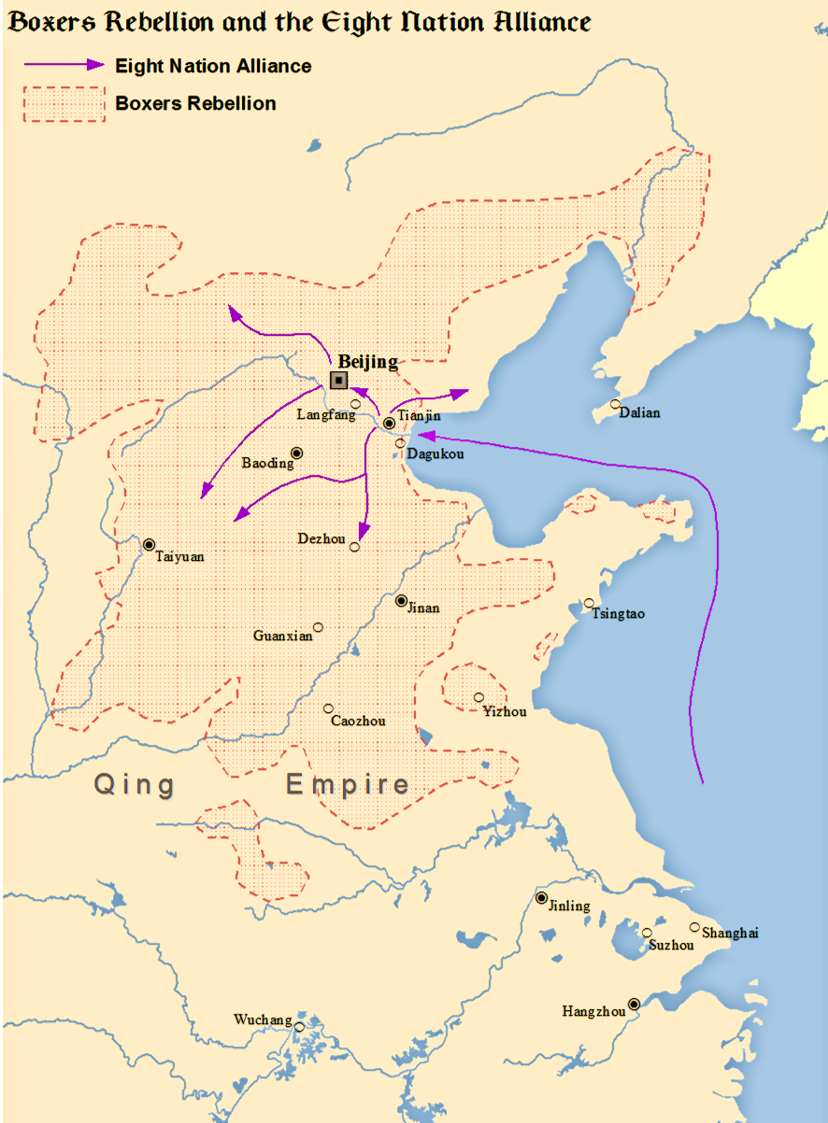
A Rebelião dos Boxers e a Aliança das Oito Nações, China 1900-1901

Os Punhos Harmoniosos e Justiceiros (Yihequan) surgiram nas seções do interior da província costeira do norte de Shandong, (p131)uma região que há muito era atormentada por agitação social, seitas religiosas e sociedades marciais. Os missionários cristãos americanos foram provavelmente as primeiras pessoas a se referirem aos jovens atléticos e bem treinados como "Boxers", por causa das artes marciais que praticavam e do treinamento com armas que recebiam. Sua prática primária era um tipo de possessão espiritual que envolvia o giro de espadas, prostrações violentas e encantamentos às divindades.
As oportunidades de lutar contra a invasão e a colonização ocidentais eram especialmente atraentes para os aldeões desempregados, muitos dos quais eram adolescentes. A tradição de posse e invulnerabilidade remonta a várias centenas de anos, mas adquiriu um significado especial contra as novas e poderosas armas do Ocidente. Os Boxers, armados com rifles e espadas, alegavam invulnerabilidade sobrenatural contra canhões, tiros de rifle e ataques de faca. Os grupos Boxers alegaram popularmente que milhões de soldados desceriam do céu para ajudá-los a purificar a China da opressão estrangeira.
Em 1895, apesar da ambivalência em relação às suas práticas heterodoxas, Yuxian, um manchu que era então prefeito de Caozhou e que mais tarde se tornaria governador provincial, cooperou com a Sociedade das Grandes Espadas, cujo propósito original era combater bandidos. Os missionários católicos alemães da Sociedade do Verbo Divino construíram a sua presença na área, em parte acolhendo uma parcela significativa de convertidos que "precisavam de proteção da lei". Em uma ocasião, em 1895, uma grande gangue de bandidos derrotada pela Sociedade das Grandes Espadas alegou ser católica para evitar processos judiciais. “A linha entre cristãos e bandidos tornou-se cada vez mais indistinta”, comenta o historiador Paul Cohen.
Alguns missionários como Georg Maria Stenz também usaram os seus privilégios para intervir em processos judiciais. As Grandes Espadas responderam atacando propriedades católicas e queimando-as. Como resultado da pressão diplomática na capital, Yuxian executou vários líderes da Grande Espada, mas não puniu mais ninguém. Mais sociedades secretas marciais começaram a surgir depois disso.
Os primeiros anos assistiram a uma variedade de actividades nas aldeias, e não a um movimento amplo com um propósito unido. Sociedades marciais folclóricas religiosas como o Baguadao (Oito Trigramas) prepararam o caminho para os Boxers. Tal como a escola Boxe Vermelho ou os Boxers Flor de Ameixa, os Boxers de Shandong estavam mais preocupados com os valores sociais e morais tradicionais, como a piedade filial, do que com as influências estrangeiras. Um líder, Zhu Hongdeng (Lanterna Vermelha Zhu), começou como um curandeiro errante, especializado em úlceras de pele, e ganhou grande respeito ao recusar o pagamento por seus tratamentos. Zhu afirmava ser descendente de imperadores da Dinastia Ming, já que seu sobrenome era o sobrenome da família imperial Ming. Ele anunciou que seu objetivo era "Reviver os Qing e destruir os estrangeiros" ("扶清滅洋fu Qing mie yang ").
O inimigo era visto como influência estrangeira. Eles decidiram que os "demônios primários" eram os missionários cristãos, enquanto os "demônios secundários" eram os chineses convertidos ao cristianismo, dos quais ambos deveriam se arrepender, ser expulsos ou mortos.

### Causas do conflito e da agitação
O Levante dos Boxers foi um movimento anti-imperialista que procurou expulsar os estrangeiros da China e acabar com o sistema de concessões estrangeiras e portos de tratados.(p131)A rebelião teve múltiplas causas.(p211)
A escalada das tensões fez com que os chineses se voltassem contra os "demônios estrangeiros" que lutavam pelo poder no final do século XIX. O sucesso ocidental no controlo da China, o crescente sentimento anti-imperialista e as condições climáticas extremas desencadearam o movimento. Uma seca seguida de inundações na província de Shandong em 1897-1898 forçou os agricultores a fugir para as cidades em busca de alimentos.
Uma das principais causas de descontentamento no norte da China foi a atividade missionária. Os Boxers se opuseram à atividade missionária alemã em Shandong e à concessão alemã em Qingdao.(p131) O Tratado de Tientsin (Tianjin) e a Convenção de Pequim, assinados em 1860 após a Segunda Guerra do Ópio, concederam aos missionários estrangeiros a liberdade de pregar em qualquer lugar da China e de comprar terrenos para construir igrejas. Houve uma forte indignação pública com a desapropriação de templos chineses que foram substituídos por igrejas católicas que eram vistas como deliberadamente anti-feng shui.(p211)
Outra causa de descontentamento entre o povo chinês foi a destruição de cemitérios chineses para dar lugar às ferrovias e linhas telegráficas alemãs.(p211) Em resposta aos protestos chineses contra as ferrovias alemãs, os alemães atiraram nos manifestantes.(p271)
As condições econômicas em Shandong também contribuíram para a rebelião.(p270) A economia do norte de Shandong concentrou-se significativamente na produção de algodão e foi prejudicada pela importação de algodão estrangeiro.(p270) O tráfego ao longo do Grande Canal também diminuiu, desgastando ainda mais a economia.(p270) A área também passou por períodos de seca e inundação.(p270)
Um grande incidente precipitante foi a raiva contra o padre católico alemão Georg Stenz, que provavelmente estuprou em série mulheres chinesas no condado de Juye, Shandong.(p211) Em um ataque conhecido como Incidente Juye, rebeldes chineses tentaram matar Stenz em seus alojamentos missionários,(p211) mas não conseguiram encontrá-lo e mataram dois outros missionários. O Esquadrão do Leste Asiático da Marinha Alemã foi enviado para ocupar a Baía de Jiaozhou, na costa sul da península de Shandong.
Em dezembro de 1897, o Kaiser Guilherme II declarou a sua intenção de tomar território na China, o que desencadeou uma "corrida por concessões" através da qual a Grã-Bretanha, a França, a Rússia e o Japão também garantiram a sua própria esfera de influência na China. A Alemanha ganhou o controle exclusivo dos empréstimos para o desenvolvimento, mineração e propriedade ferroviária na província de Shandong. A Rússia ganhou influência de todo o território ao norte da Grande Muralha, mais a anterior isenção de impostos para o comércio na Mongólia e Xinjiang, poderes económicos semelhantes aos da Alemanha nas províncias de Fengtian, Jilin e Heilongjiang. A França ganhou influência de Yunnan, da maioria das províncias de Guangxi e Guangdong, do Japão sobre a província de Fujian. A Grã-Bretanha ganhou influência em todo o vale do rio Yangtzé (definido como todas as províncias adjacentes ao rio Yangtze, bem como as províncias de Henan e Zhejiang), partes das províncias de Guangdong e Guangxi e parte do Tibete.
Apenas o pedido da Itália para a província de Zhejiang foi recusado pelo governo chinês. Estes não incluem os territórios de arrendamento e concessão onde as potências estrangeiras tinham autoridade total. O governo russo ocupou militarmente a sua zona, impôs a sua lei e escolas, confiscou privilégios de mineração e exploração madeireira, instalou os seus cidadãos e até estabeleceu a sua administração municipal em várias cidades.
Em outubro de 1898, um grupo de boxeadores atacou a comunidade cristã da aldeia de Liyuantun, onde um templo ao Imperador de Jade havia sido convertido em igreja católica. Disputas cercavam a igreja desde 1869, quando o templo foi concedido aos residentes cristãos da aldeia. Este incidente marcou a primeira vez que os Boxers usaram o slogan "Apoie os Qing, destrua os estrangeiros" ("扶清滅洋fu Qing mie yang") que mais tarde os caracterizou.
Os "Boxers" se autodenominaram "Milícia Unida pela Justiça" pela primeira vez um ano depois, na Batalha do Templo Senluo (outubro de 1899), um confronto entre os Boxers e as tropas do governo Qing. Ao usar a palavra "Milícia" em vez de "Boxers", eles se distanciaram das seitas proibidas das artes marciais e tentaram dar ao seu movimento a legitimidade de um grupo que defendia a ortodoxia.
A violência contra missionários e cristãos suscitou respostas duras por parte dos diplomatas que protegiam os seus nacionais. Em 1899, o ministro francês em Pequim ajudou os missionários a obter um édito concedendo status oficial a todas as ordens da hierarquia católica romana, permitindo que os padres locais apoiassem seu povo em disputas legais ou familiares e ignorassem as autoridades locais. Depois que o governo alemão assumiu o controle de Shandong, muitos chineses temeram que os missionários estrangeiros e possivelmente todas as atividades cristãs fossem tentativas imperialistas de "esculpir o melão", isto é, de colonizar a China pedaço por pedaço. Um funcionário chinês expressou sucintamente a animosidade em relação aos estrangeiros: "Leve embora seus missionários e seu ópio e você será bem-vindo."
Em 1899, a Rebelião dos Boxers tornou-se um movimento de massa.(p131) No ano anterior, a Reforma dos Cem Dias, na qual os reformadores chineses progressistas persuadiram o Imperador Guangxu a empenhar-se em esforços de modernização, foi suprimida pela Imperatriz Viúva Cixi e Yuan Shikai.(12-13) A elite política Qing lutou com a questão de como manter o seu poder.(p13) O governo Qing passou a ver os Boxers como um meio de ajudar a se opor às potências estrangeiras.(p13)
A crise nacional foi amplamente percebida como causada por uma "agressão estrangeira" interna, embora depois a maioria dos chineses tenha ficado grata pelas ações da aliança. O governo Qing era corrupto, as pessoas comuns frequentemente enfrentavam extorsões de funcionários do governo e o governo não oferecia proteção contra as ações violentas dos Boxers.

## Forças Qing
Os militares da dinastia Qing sofreram um duro golpe com a Guerra Sino-Japonesa e isso levou a uma reforma militar que ainda estava em seus estágios iniciais quando ocorreu a rebelião dos Boxers e era esperado que eles lutassem.
A maior parte dos combates foi conduzida pelas forças já ao redor de Zhili, com tropas de outras províncias chegando apenas após o término dos combates principais.
| Exército | Os Conselhos de Guerra/Receita (somente tropas de campo) | Estado-Maior Russo (somente tropas de campo) | E.H. Parker (Apenas Zhili) | The London Times (Apenas Zhili) |
| -------- | -------------------------------------------------------- | -------------------------------------------- | -------------------------- | ------------------------------- |
| Total    | 360 000                                                  | 205 000                                      | 125 000–130 000            | 110 000–140 000                 |

O fracasso das forças Qing em resistir às forças aliadas não foi surpreendente, dado o tempo limitado para a reforma e o facto de as melhores tropas da China não estarem empenhadas na luta, permanecendo em Huguang e Shandong. O corpo de oficiais era particularmente deficiente; muitos não tinham conhecimentos básicos de estratégia e táctica, e mesmo aqueles com formação não tinham comandado activamente as tropas no terreno. Além disso, os soldados regulares eram conhecidos pela sua fraca pontaria e imprecisão, enquanto a cavalaria era mal organizada e não era utilizada em toda a sua extensão. Taticamente, os chineses ainda mantinham a sua crença na superioridade da defesa, muitas vezes retirando-se assim que eram flanqueados, uma tendência atribuível à sua falta de experiência e treino de combate, bem como à falta de iniciativa dos comandantes que preferiam recuar a contra-atacar. Contudo, as acusações de covardia foram mínimas; esta foi uma melhoria acentuada em relação à Guerra Sino-Japonesa de 1894-1895, uma vez que as tropas chinesas não fugiram em massa como antes. Se lideradas por oficiais corajosos, as tropas muitas vezes lutariam até a morte, como ocorreu sob Nie Shicheng e Ma Yukun.
Por outro lado, a artilharia chinesa foi bem vista, causando muito mais baixas do que a infantaria chinesa na Batalha de Tientsin e provando ser superior à artilharia aliada no fogo de contra-bateria. A infantaria, por sua vez, foi elogiada pelo bom uso de cobertura e ocultação, além da tenacidade na resistência e bons trabalhos defensivos colocados em terrenos favoráveis, além de se adaptar aos ataques noturnos e conduzir ruses de guerre.

## Guerra dos Boxers

### Intensificação da crise

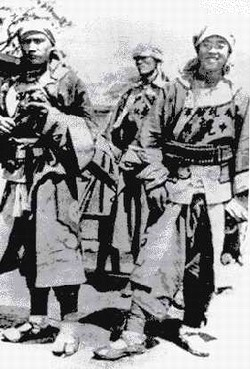
As tropas muçulmanas chinesas de Gansu, também conhecidas como Bravos de Kansu, mataram um diplomata japonês em 11 de junho de 1900. Os estrangeiros os chamavam de "ralé islâmica dos 10 000".

Em janeiro de 1900, com uma maioria de conservadores na corte imperial, a Imperatriz Viúva Cixi mudou a sua posição sobre os Boxers e emitiu decretos em sua defesa, causando protestos de potências estrangeiras. Cixi instou as autoridades provinciais a apoiarem os Boxers, embora poucos o tenham feito.(p272) Na primavera de 1900, o movimento Boxer se espalhou rapidamente para o norte, de Shandong, para o interior perto de Pequim. Os boxeadores queimaram igrejas cristãs, mataram cristãos chineses e intimidaram as autoridades chinesas que se colocaram no seu caminho. O ministro americano Edwin H. Conger telegrafou a Washington: "o país inteiro está fervilhando de preguiçosos famintos, descontentes e sem esperança".
Em 30 de maio, os diplomatas, liderados pelo ministro britânico Claude Maxwell MacDonald, solicitaram que soldados estrangeiros viessem a Pequim para defender as legações. O governo chinês aquiesceu relutantemente e, no dia seguinte, uma força multinacional de 435 soldados da marinha de oito países desembarcou de navios de guerra e viajou de comboio de Dagu (Taku) para Pequim. Eles estabeleceram perímetros defensivos em torno de suas respectivas missões.

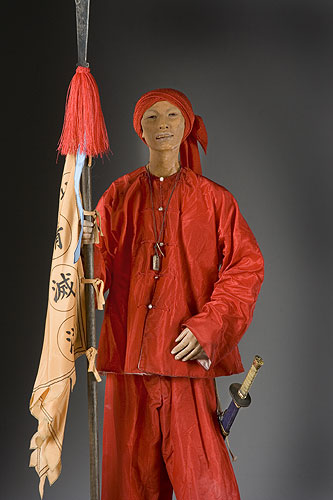
Um boxeador com lança e espada (modelo de cera de George S. Stuart)

Em 5 de junho de 1900, a linha ferroviária para Tianjin foi cortada pelos Boxers no campo e Pequim foi isolada. Em 11 de junho, no portão de Yongding, o secretário da legação japonesa, Sugiyama Akira, foi atacado e morto pelos soldados do general Dong Fuxiang, que guardavam a parte sul da cidade murada de Pequim. Armados com rifles Mauser, mas vestindo uniformes tradicionais, as tropas de Dong ameaçaram as legações estrangeiras no outono de 1898, logo após chegarem a Pequim, tanto que os fuzileiros navais dos Estados Unidos foram chamados a Pequim para proteger as legações.
O Kaiser Guilherme II ficou tão alarmado com as tropas muçulmanas chinesas que solicitou ao califa Abdulamide II do Império Otomano que encontrasse uma maneira de impedir o combate das tropas muçulmanas. O califa concordou com o pedido do Kaiser e enviou Enver Pasha (não deve ser confundido com o futuro líder dos Jovens Turcos) para a China em 1901, mas a rebelião já havia terminado naquela época.
No dia 11 de junho o primeiro Boxer foi visto no Bairro da Legação. O ministro alemão Clemens von Ketteler e soldados alemães capturaram um menino Boxer e o executaram inexplicavelmente. Em resposta, milhares de Boxers invadiram a cidade murada de Pequim naquela tarde e queimaram muitas das igrejas e catedrais cristãs da cidade, queimando vivas algumas vítimas. Missionários americanos e britânicos refugiaram-se na Missão Metodista, e um ataque ali foi repelido por fuzileiros navais americanos. Os soldados da Embaixada Britânica e das legações alemãs atiraram e mataram vários boxeadores. Os bravos muçulmanos de Gansu e os boxeadores, junto com outros chineses, atacaram e mataram cristãos chineses ao redor das legações em vingança pelos ataques estrangeiros aos chineses.

### Expedição Seymour

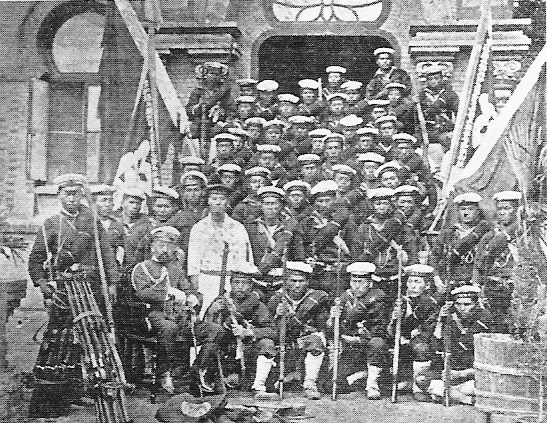
Fuzileiros navais japoneses que serviram na Expedição Seymour

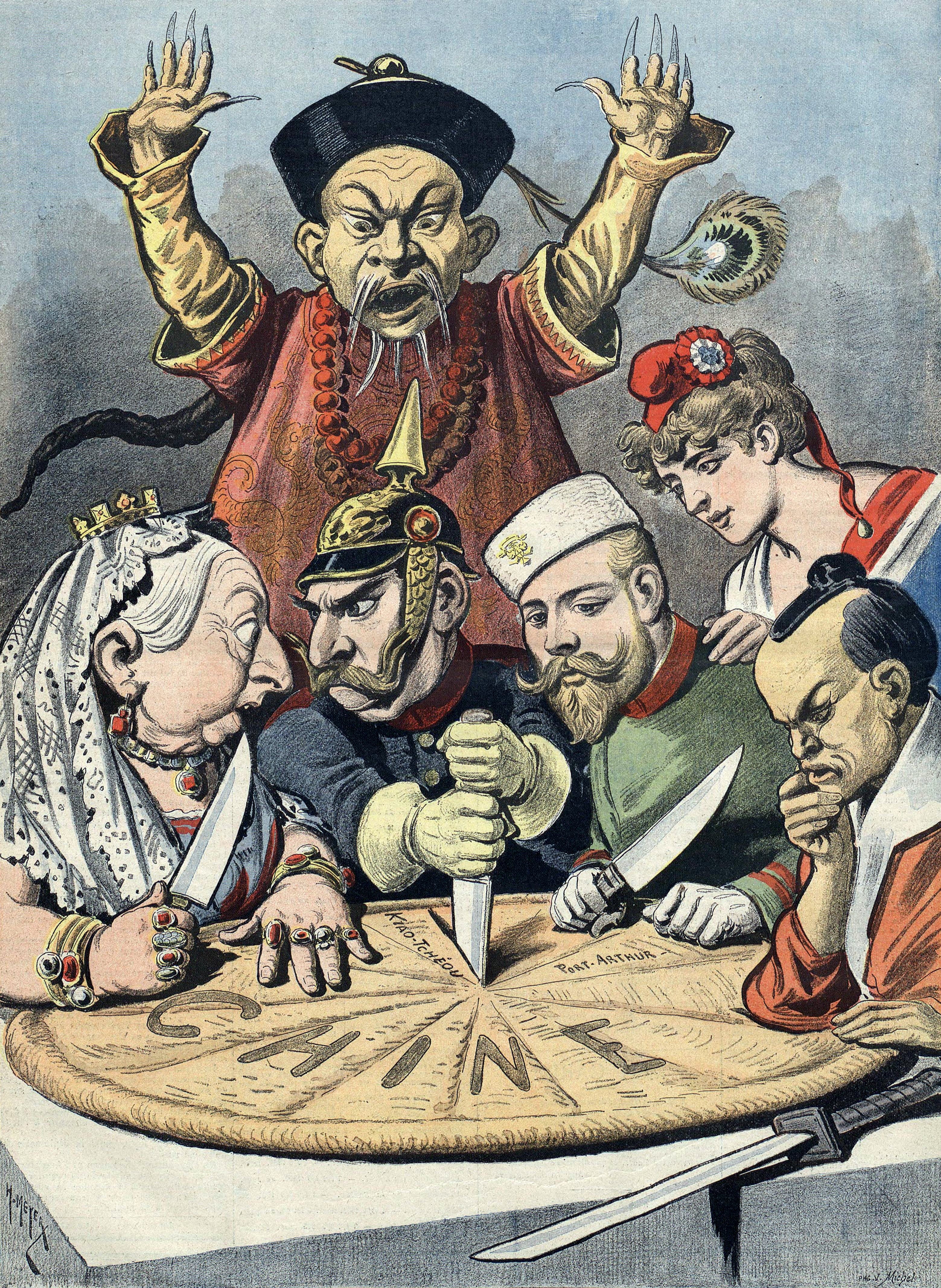
Um cartoon de propaganda política francesa retratando a China como uma torta prestes a ser dividida pela Rainha Vitória (Reino Unido), Kaiser Guilherme II (Alemanha), Czar Nicolau II (Rússia), Marianne (França) e um samurai (Japão), enquanto o líder Boxer Dong Fuxiang protesta

À medida que a situação se tornava mais violenta, as autoridades das Oito Potências em Dagu enviaram uma segunda força multinacional para Pequim em 10 de Junho de 1900. Esta força de 2 000 marinheiros e fuzileiros navais estava sob o comando do vice-almirante Edward Seymour RN, sendo o maior contingente britânico. A força deslocou-se de comboio de Dagu para Tianjin com o acordo do governo chinês, mas a linha férrea entre Tianjin e Pequim foi cortada. Seymour resolveu continuar avançando de trem até o rompimento e consertar a ferrovia, ou avançar a pé a partir daí, se necessário, já que eram apenas 120 km de Tianjin a Pequim.
A corte então substituiu o príncipe Qing em Zongli Yamen pelo príncipe manchu Duan, um membro do clã imperial Aisin Gioro (os estrangeiros o chamavam de "Sangue Real"), que era anti-estrangeiro e pró-boxeador. Ele logo ordenou que o exército imperial atacasse as forças estrangeiras. Confuso com ordens conflitantes de Pequim, o general Nie Shicheng deixou o exército de Seymour passar em seus trens.

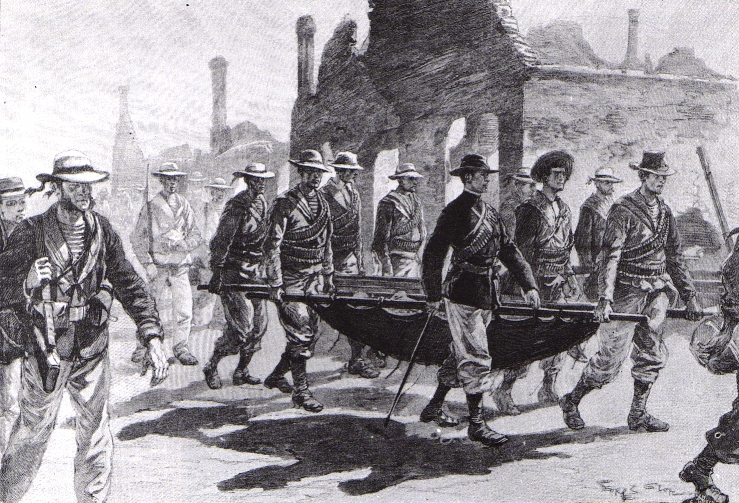
Almirante Seymour retornando a Tianjin com seus homens feridos em 26 de junho

Depois de deixar Tianjin, a força chegou rapidamente a Langfang, mas a ferrovia ali foi destruída. Os engenheiros de Seymour tentaram reparar a linha, mas a força foi cercada, pois a ferrovia em ambas as direções foi destruída. Eles foram atacados por todos os lados por irregulares chineses e tropas imperiais. Cinco mil dos "Bravos de Kansu" de Dong Fuxiang e um número desconhecido de "Boxers" obtiveram uma vitória cara, mas importante, sobre as tropas de Seymour na Batalha de Langfang em 18 de junho.  
A força Seymour não conseguiu localizar a artilharia chinesa, que fazia chover projéteis sobre suas posições. As tropas chinesas empregaram mineração, engenharia, inundações e ataques simultâneos. Os chineses também empregaram movimentos de pinça, emboscadas e franco-atiradores com algum sucesso.

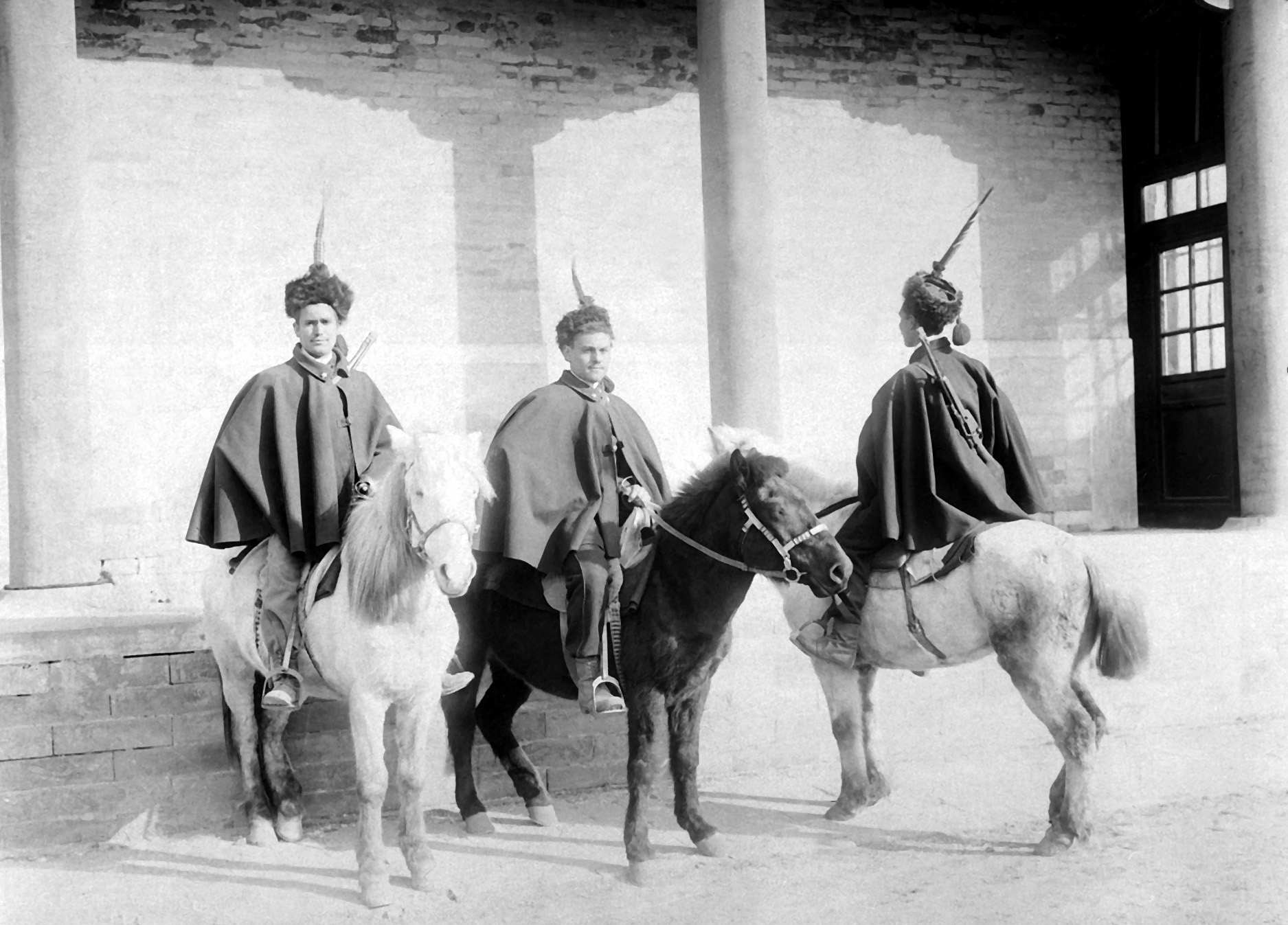
Infantaria montada italiana perto de Tientsin em 1900

Em 18 de junho, Seymour soube dos ataques ao Bairro da Legação em Pequim e decidiu continuar avançando, desta vez ao longo do rio Beihe, em direção a Tongzhou, 25 km de Pequim. Em 19 de junho, a força foi detida pelo aumento progressivo da resistência e começou a recuar para o sul ao longo do rio, com mais de 200 feridos.
A força estava agora com muito poucos alimentos, munições e suprimentos médicos. Eles encontraram o Grande Arsenal Xigu, um esconderijo escondido de munições Qing, do qual as Oito Potências não tinham conhecimento até então.
Lá eles cavaram e aguardaram o resgate. Um servo chinês passou pelas linhas Boxer e Imperial, chegou a Tianjin e informou aos Oito Poderes sobre a situação difícil de Seymour. Sua força foi cercada por tropas imperiais e boxeadores, atacada quase 24 horas por dia e a ponto de ser invadida. As Oito Potências enviaram uma coluna de socorro de Tianjin de 1 800 homens (900 soldados russos de Port Arthur, 500 marinheiros britânicos e outras tropas diversas). Em 25 de junho, a coluna de socorro chegou a Seymour. A força Seymour destruiu o Arsenal: eles cravaram os canhões de campanha capturados e atearam fogo a todas as munições que não puderam levar (cerca de £ 3 milhões). A força Seymour e a coluna de socorro marcharam de volta para Tientsin, sem oposição, em 26 de junho. As baixas de Seymour durante a expedição foram 62 mortos e 228 feridos. 

### Atitudes conflitantes dentro da corte imperial Qing

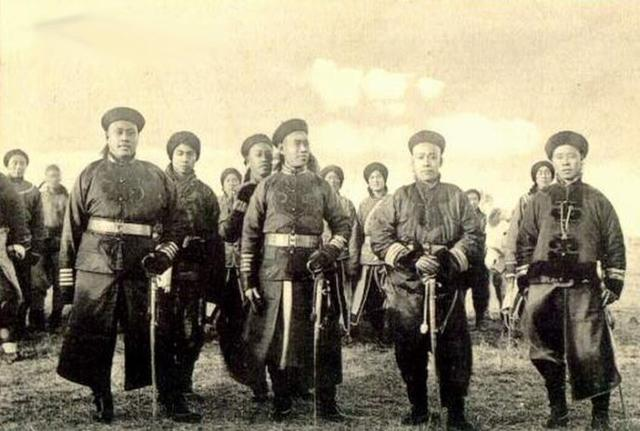
Soldados imperiais Qing durante o levante

Entretanto, em Pequim, a 16 de Junho, a Imperatriz Viúva Cixi convocou a corte imperial para uma audiência em massa e abordou a escolha entre usar os Boxers para expulsar os estrangeiros da cidade e procurar uma solução diplomática. Em resposta a um alto funcionário que duvidava da eficácia dos Boxers, Cixi respondeu que ambos os lados do debate na corte imperial perceberam que o apoio popular aos Boxers no campo era quase universal e que a supressão seria difícil e impopular, especialmente quando as tropas estrangeiras estavam em marcha.

### Cerco às legações de Pequim

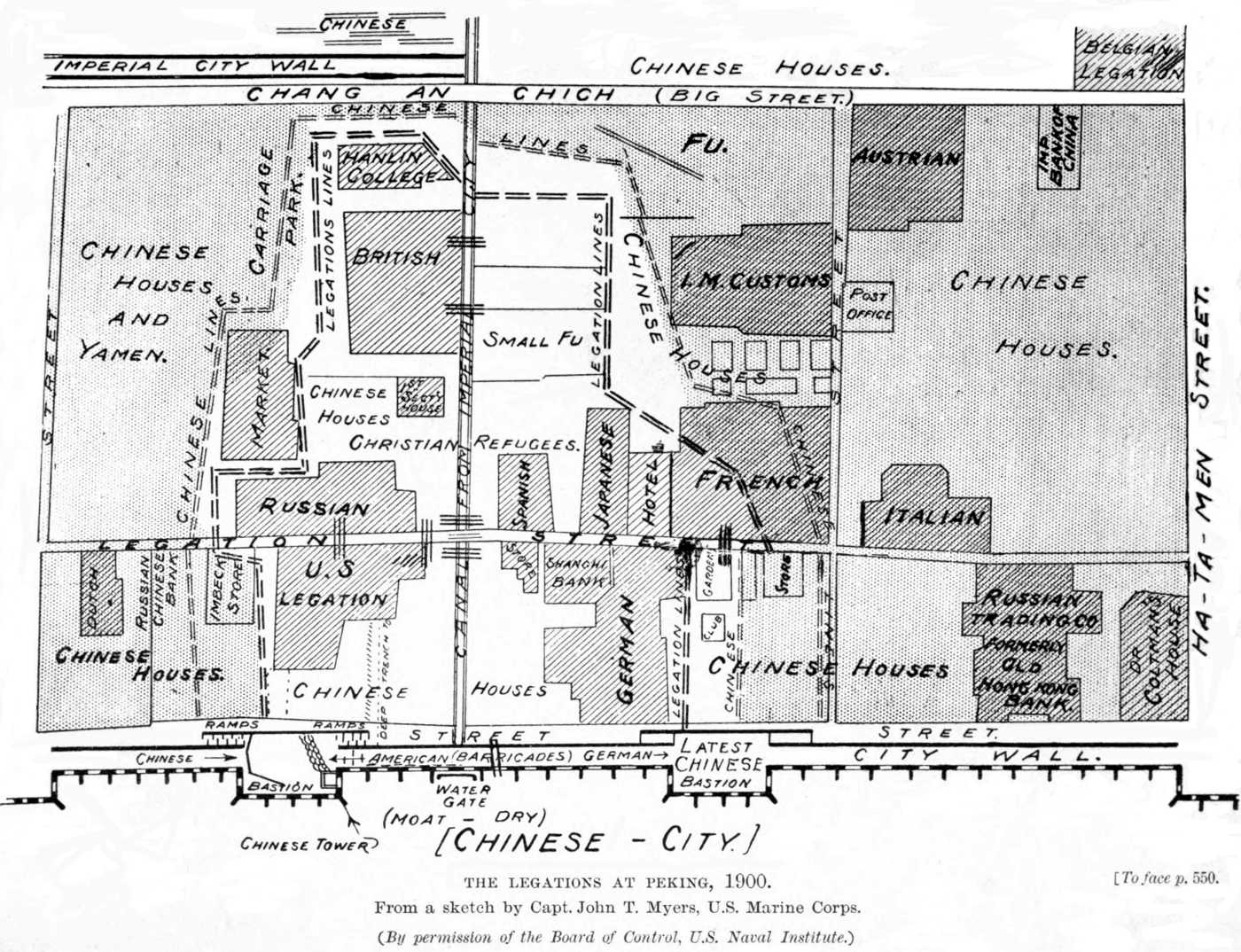
Locais de legações diplomáticas estrangeiras e linhas de frente em Pequim durante o cerco

Em 15 de junho, as forças imperiais Qing implantaram minas elétricas no rio Beihe (Peiho) para evitar que a Aliança das Oito Nações enviasse navios para o ataque. Com uma situação militar difícil em Tianjin e uma falha total nas comunicações entre Tianjin e Pequim, as nações aliadas tomaram medidas para reforçar significativamente a sua presença militar. Em 17 de junho, eles tomaram os Fortes Dagu, comandando os acessos a Tianjin, e de lá trouxeram um número crescente de tropas para terra. Quando Cixi recebeu um ultimato naquele mesmo dia exigindo que a China entregasse o controle total sobre todos os seus assuntos militares e financeiros a estrangeiros, ela declarou desafiadoramente diante de todo o Grande Conselho: "Agora eles [as Potências] iniciaram a agressão, e o a extinção de nossa nação é iminente. Se simplesmente cruzarmos os braços e nos rendermos a eles, eu não teria rosto para ver nossos ancestrais após a morte. Se devemos perecer, por que não lutamos até a morte?". Foi neste ponto que Cixi começou a bloquear as legações com os exércitos da Força de Campo de Pequim, que iniciou o cerco. Cixi afirmou que "Sempre fui da opinião de que os exércitos aliados tiveram permissão para escapar com muita facilidade em 1860. Somente um esforço conjunto foi então necessário para dar a vitória à China. Hoje, finalmente, a oportunidade de vingança apareceu. venha", e disse que milhões de chineses se juntariam à causa da luta contra os estrangeiros, já que os Manchus proporcionaram "grandes benefícios" à China. Ao receber a notícia do ataque aos Fortes de Dagu em 19 de junho, a Imperatriz Viúva Cixi enviou imediatamente uma ordem às legações para que os diplomatas e outros estrangeiros abandonassem Pequim sob escolta do exército chinês no prazo de 24 horas.

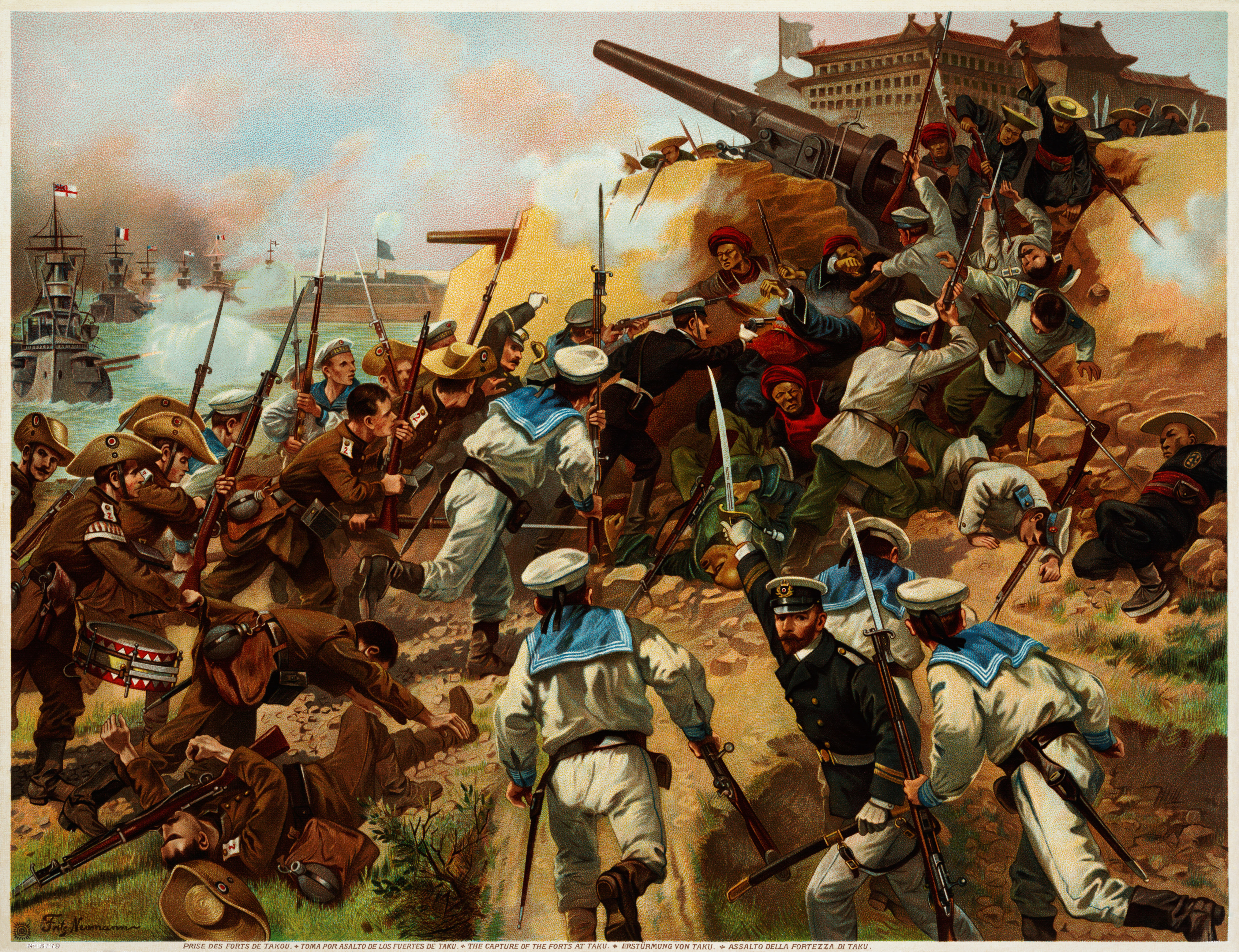
Captura dos Fortes de Taku [Dagu], de Fritz Neumann

Na manhã seguinte, diplomatas das legações sitiadas reuniram-se para discutir a oferta da Imperatriz. A maioria concordou rapidamente que não podia confiar no exército chinês. Temendo serem mortos, concordaram em recusar a exigência da Imperatriz. O enviado imperial alemão, barão Clemens von Ketteler, ficou furioso com as ações das tropas do exército chinês e decidiu levar as suas queixas à corte real. Contrariando o conselho dos conterrâneos estrangeiros, o barão deixou as legações com um único assessor e uma equipe de carregadores para carregar sua liteira. A caminho do palácio, von Ketteler foi morto nas ruas de Pequim por um capitão manchu. Seu assessor conseguiu escapar do ataque e levou a notícia da morte do barão ao complexo diplomático. Com esta notícia, os outros diplomatas temeram que também seriam assassinados se deixassem o quartel da legação e optaram por continuar a desafiar a ordem chinesa de partir de Pequim. As legações foram fortificadas às pressas. A maior parte dos civis estrangeiros, que incluía um grande número de missionários e empresários, refugiou-se na legação britânica, o maior dos complexos diplomáticos. Os cristãos chineses foram alojados principalmente no palácio adjacente (Fu) do príncipe Su, que foi forçado a abandonar a sua propriedade pelos soldados estrangeiros.

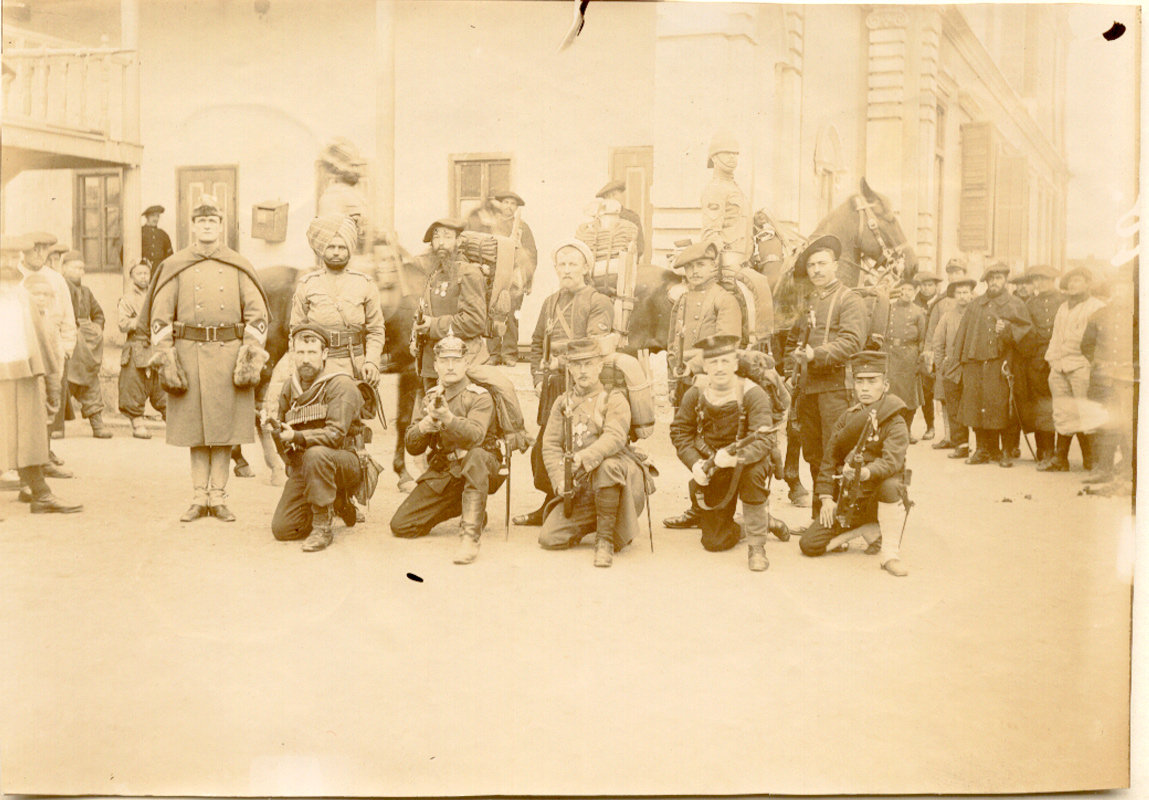
Pessoal militar e naval representativo dos EUA, Índia, França, Itália, Reino Unido, Alemanha, Austro-Húngaro e Japonês nas forças Aliadas

Em 21 de junho, a Imperatriz Viúva Cixi emitiu um Decreto Imperial declarando que as hostilidades haviam começado e ordenando que o exército regular chinês se juntasse aos Boxers em seus ataques às tropas invasoras. Esta foi uma declaração de guerra de facto, mas os Aliados também não fizeram nenhuma declaração formal de guerra. Governadores regionais no sul, que comandavam exércitos modernizados substanciais, como Li Hongzhang em Cantão, Yuan Shikai em Shandong, Zhang Zhidong em Wuhan e Liu Kunyi em Nanjing, formaram o Pacto de Defesa Mútua das Províncias do Sudeste. Eles se recusaram a reconhecer a declaração de guerra da corte imperial, que declararam uma luan-ming (ordem ilegítima) e ocultaram o conhecimento dela ao público no sul. Yuan Shikai usou suas próprias forças para suprimir os boxeadores em Shandong, e Zhang entrou em negociações com os estrangeiros em Xangai para manter seu exército fora do conflito. A neutralidade destes governadores provinciais e regionais deixou a maioria das forças militares chinesas fora do conflito.
As legações do Reino Unido, França, Alemanha, Itália, Áustria-Hungria, Espanha, Bélgica, Países Baixos, Estados Unidos, Rússia e Japão estavam localizadas no Bairro das Legações de Pequim, ao sul da Cidade Proibida. O exército chinês e os boxeadores irregulares sitiaram o bairro da legação de 20 de junho a 14 de agosto de 1900. Um total de 473 civis estrangeiros, 409 soldados, fuzileiros navais e marinheiros de oito países e cerca de 3.000 cristãos chineses refugiaram-se ali. Sob o comando do ministro britânico na China, Claude Maxwell MacDonald, o pessoal da legação e os guardas militares defenderam o complexo com armas pequenas, três metralhadoras e um velho canhão carregado pela boca, que foi apelidado de Arma Internacional porque o cano era britânico., a carruagem italiana, os projéteis russos e a tripulação americana. Os cristãos chineses nas legações conduziram os estrangeiros ao canhão e isso revelou-se importante na defesa. Também sitiada em Pequim estava a Catedral do Norte (Beitang) da Igreja Católica. O Beitang foi defendido por 43 soldados franceses e italianos, 33 padres e freiras católicos estrangeiros e cerca de 3 200 católicos chineses. Os defensores sofreram pesadas baixas por falta de alimentos e por minas que os chineses explodiram em túneis escavados sob o complexo. O número de soldados chineses e boxeadores sitiando o Bairro da Legação e o Beitang é desconhecido. Os vassalos manchus do príncipe manchu Zaiyi no Hushenying lideraram ataques contra a igreja catedral católica. O oficial manchu Qixiu (啟秀) também liderou ataques contra a catedral.

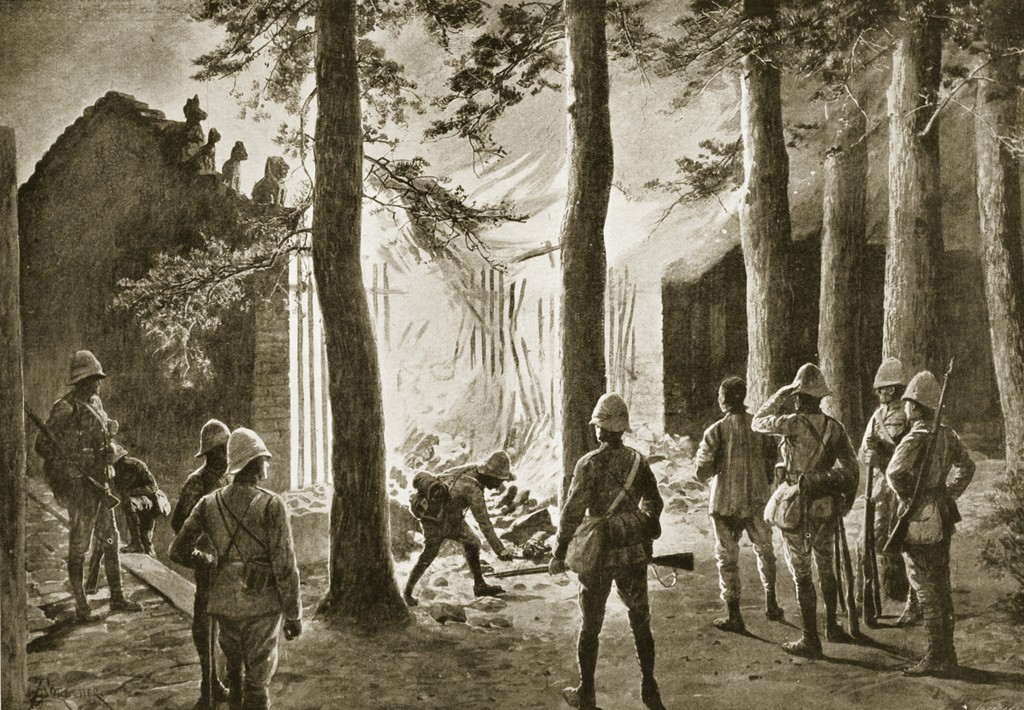
1900, soldados incendiaram o Templo de Shanhaiguan. A destruição de um templo chinês às margens do Pei-Ho, de Amédée Forestier

Nos dias 22 e 23 de junho, soldados chineses e boxeadores incendiaram áreas ao norte e a oeste da Legação Britânica, usando isso como uma "tática assustadora" para atacar os defensores. A vizinha Academia Hanlin, um complexo de pátios e edifícios que abrigava "a quintessência da erudição chinesa... a biblioteca mais antiga e rica do mundo", pegou fogo. Cada lado culpou o outro pela destruição dos livros inestimáveis que continha.
Após o fracasso em esgotar os estrangeiros, o exército chinês adoptou uma estratégia semelhante à da anaconda. Os chineses construíram barricadas em torno do Bairro da Legação e avançaram, tijolo por tijolo, nas linhas estrangeiras, forçando os guardas da legação estrangeira a recuar alguns metros de cada vez. Esta tática foi especialmente utilizada no Fu, defendido por marinheiros e soldados japoneses e italianos, e habitado pela maioria dos cristãos chineses. Fuzilarias de balas, artilharia e fogos de artifício eram dirigidas contra as legações quase todas as noites – mas causavam poucos danos. O fogo dos franco-atiradores cobrou seu preço entre os defensores estrangeiros. Apesar da sua vantagem numérica, os chineses não tentaram um ataque directo ao Bairro da Legação, embora nas palavras de um dos sitiados, "teria sido fácil, através de um movimento forte e rápido por parte das numerosas tropas chinesas, ter aniquilado todo o corpo de estrangeiros... em uma hora". O missionário americano Frank Gamewell e sua equipe de "párocos combatentes" fortificaram o Bairro da Legação, mas impressionaram os cristãos chineses a fazerem a maior parte do trabalho físico de construção de defesas.

Os alemães e os americanos ocuparam talvez a mais crucial de todas as posições defensivas: a Muralha Tártara. Segurando o topo dos 14m de altura e 12m de largura. As barricadas alemãs estavam voltadas para o leste no topo do muro e 370 m a oeste eram as posições americanas voltadas para o oeste. Os chineses avançaram em direção a ambas as posições construindo barricadas ainda mais próximas. “Todos os homens sentem que estão numa armadilha”, disse o comandante americano, capitão John T. Myers, “e simplesmente aguardam a hora da execução”. Em 30 de junho, os chineses expulsaram os alemães do Muro, deixando os fuzileiros navais americanos sozinhos em sua defesa. Em junho de 1900, um americano descreveu a cena de 20 000 boxeadores atacando as muralhas: 
Seus gritos eram ensurdecedores, enquanto o rugido de gongos, tambores e buzinas soava como um trovão…. Eles agitaram suas espadas e pisaram no chão com os pés. Eles usavam turbantes vermelhos, faixas e ligas sobre tecido azul…. Eles estavam agora a apenas vinte metros do nosso portão. Três ou quatro saraivadas dos rifles Lebel de nossos fuzileiros navais deixaram mais de cinquenta mortos no chão.
Ao mesmo tempo, uma barricada chinesa avançou até poucos metros das posições americanas e ficou claro que os americanos teriam de abandonar o muro ou forçar os chineses a recuar. Às 02h00 da manhã do dia 3 de julho, 56 fuzileiros navais e marinheiros britânicos, russos e americanos, sob o comando de Myers, lançaram um ataque contra a barricada chinesa no muro. O ataque pegou os chineses dormindo, matou cerca de 20 deles e expulsou os demais das barricadas. Os chineses não tentaram avançar suas posições na Muralha Tártara durante o restante do cerco.
Sir Claude MacDonald disse que 13 de julho foi o "dia mais perturbador" do cerco. Os japoneses e italianos do Fu foram rechaçados à sua última linha de defesa. Os chineses detonaram uma mina sob a legação francesa, expulsando os franceses e austríacos da maior parte da legação francesa. Em 16 de julho, o oficial britânico mais capaz foi morto e o jornalista George Ernest Morrison foi ferido. Mas o ministro americano Edwin Hurd Conger estabeleceu contacto com o governo chinês e, em 17 de julho, foi declarado um armistício pelos chineses.

### Oficiais e comandantes em conflito

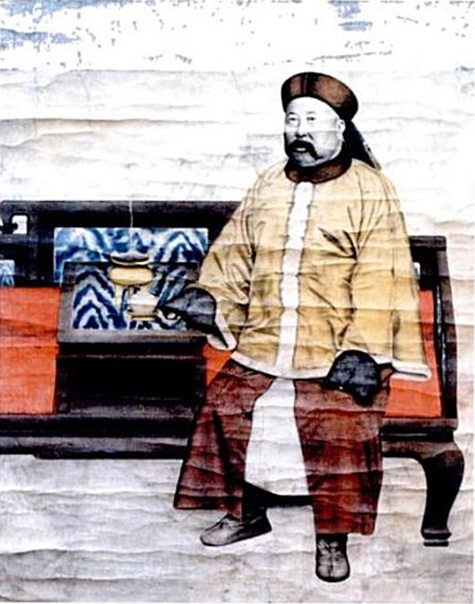
General chinês Han Nie Shicheng, que lutou tanto contra os Boxers quanto contra os Aliados

O general manchu Ronglu concluiu que era inútil lutar contra todas as potências simultaneamente e recusou-se a insistir no cerco. O Manchu Zaiyi (Príncipe Duan), um amigo anti-estrangeiro de Dong Fuxiang, queria artilharia para as tropas de Dong destruir as legações. Ronglu bloqueou a transferência de artilharia para Zaiyi e Dong, impedindo-os de atacar. Ronglu forçou Dong Fuxiang e suas tropas a recuar na conclusão do cerco e na destruição das legações, salvando assim os estrangeiros e fazendo concessões diplomáticas. Ronglu e o príncipe Qing enviaram comida para as legações e usaram seus vassalos manchus para atacar os muçulmanos Bravos de Gansu ("Bravos de Kansu" na grafia da época) de Dong Fuxiang e os boxeadores que sitiavam os estrangeiros. Eles emitiram decretos ordenando que os estrangeiros fossem protegidos, mas os guerreiros de Gansu os ignoraram e lutaram contra os Bannermen que tentaram afastá-los das legações. Os Boxers também receberam comandos de Dong Fuxiang. Ronglu também escondeu deliberadamente um Decreto Imperial do General Nie Shicheng. O Decreto ordenava que ele parasse de lutar contra os Boxers por causa da invasão estrangeira e também porque a população estava sofrendo. Devido às ações de Ronglu, o General Nie continuou a lutar contra os Boxers e matou muitos deles enquanto as tropas estrangeiras entravam na China. Ronglu também ordenou que Nie protegesse os estrangeiros e salvasse a ferrovia dos Boxers. Como partes da ferrovia foram salvas sob as ordens de Ronglu, o exército invasor estrangeiro conseguiu transportar-se rapidamente para a China. O General Nie enviou milhares de soldados contra os Boxers em vez de contra os estrangeiros. Nie já estava em desvantagem numérica em relação aos Aliados em 4 000 homens. O General Nie foi culpado por atacar os Boxers, já que Ronglu deixou Nie assumir toda a culpa. Na Batalha de Tianjin (Tientsin), o General Nie decidiu sacrificar sua vida caminhando para o alcance das armas aliadas. 

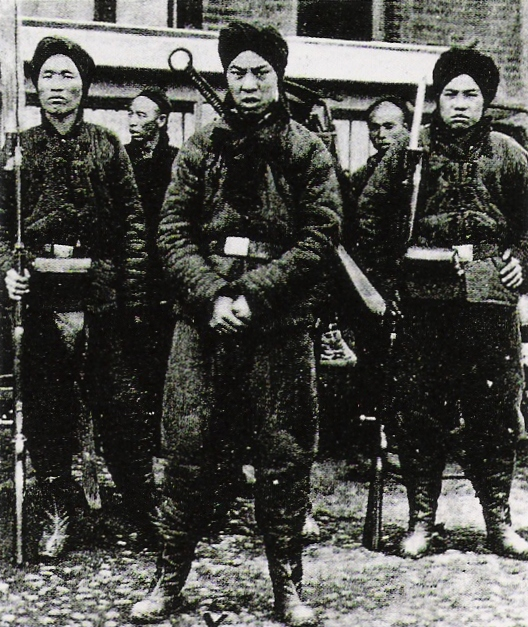
Soldados boxeadores

Xu Jingcheng, que serviu como enviado Qing para muitos dos mesmos estados sitiados no Bairro da Legação, argumentou que "a evasão de direitos extraterritoriais e o assassinato de diplomatas estrangeiros não têm precedentes na China e no exterior". Xu e cinco outros funcionários instaram a Imperatriz Viúva Cixi a ordenar a repressão aos Boxers, a execução de seus líderes e um acordo diplomático com exércitos estrangeiros. A imperatriz viúva, indignada, sentenciou Xu e os outros cinco à morte por "peticionar de forma deliberada e absurda à Corte Imperial" e "construir um pensamento subversivo". Eles foram executados em 28 de julho de 1900 e suas cabeças decepadas expostas no Campo de Execução Caishikou em Pequim.

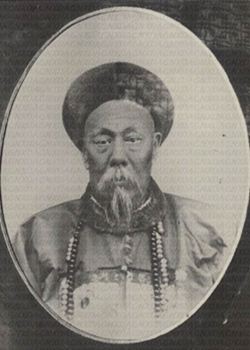
General chinês Han Dong Fuxiang, cujos "Bravos de Gansu" muçulmanos sitiaram as legações

Refletindo esta vacilação, alguns soldados chineses dispararam liberalmente contra estrangeiros sitiados desde o início. Cixi não ordenou pessoalmente às tropas imperiais que conduzissem um cerco e, pelo contrário, ordenou-lhes que protegessem os estrangeiros nas legações. O príncipe Duan liderou os Boxers a saquear seus inimigos dentro da corte imperial e aos estrangeiros, embora as autoridades imperiais tenham expulsado os Boxers depois que eles foram autorizados a entrar na cidade e iniciaram um saque violento contra os estrangeiros e as forças imperiais Qing. Os boxeadores mais velhos foram enviados para fora de Pequim para deter a aproximação dos exércitos estrangeiros, enquanto os homens mais jovens foram absorvidos pelo exército muçulmano de Gansu.
Com alianças e prioridades conflitantes motivando as diversas forças dentro de Pequim, a situação na cidade tornou-se cada vez mais confusa. As legações estrangeiras continuaram cercadas pelas forças imperiais Qing e Gansu. Enquanto o exército Gansu de Dong Fuxiang, agora inchado pela adição dos Boxers, desejava pressionar o cerco, as forças imperiais de Ronglu parecem ter tentado em grande parte seguir o decreto da Imperatriz Viúva Cixi e proteger as legações. Contudo, para satisfazer os conservadores da corte imperial, os homens de Ronglu também dispararam contra as legações e soltaram fogos de artifício para dar a impressão de que também eles estavam a atacar os estrangeiros. Dentro das legações e fora de comunicação com o mundo exterior, os estrangeiros simplesmente disparavam contra quaisquer alvos que se apresentassem, incluindo mensageiros da corte imperial, civis e sitiantes de todas as convicções. Dong Fuxiang teve negada a artilharia mantida por Ronglu, o que o impediu de nivelar as legações, e quando ele reclamou com a imperatriz viúva Cixi em 23 de junho, ela disse com desdém que "Sua cauda está ficando pesada demais para abanar". A Aliança descobriu grandes quantidades de artilharia e projéteis Krupp chineses não utilizados depois que o cerco foi levantado. 

### Expedição Gaselee
| Forças da Aliança das Oito Nações Libertação das Legações Tropas da Aliança das Oito Nações em 1900 (exceto a Rússia); da esquerda para a direita: Grã-Bretanha, Estados Unidos, Austrália, Índia, Alemanha, França, Áustria-Hungria, Itália, Japão |                             |                            |                   |
| Países | Navios de Guerra (unidades) | Fuzileiros Navais (homens) | Exército (homens) |
| Império do Japão | 18                          | 540                        | 20,300            |
| Império Russo | 10                          | 750                        | 12,400            |
| Império Britânico | 8                           | 2,020                      | 10,000            |
| França | 5                           | 390                        | 3,130             |
| Estados Unidos | 2                           | 295                        | 3,125             |
| Império Alemão | 5                           | 600                        | 300               |
| Reino da Itália | 2                           | 80                         | 2,500             |
| Áustria-Hungria | 4                           | 296                        | Desconhecido      |
| Total | 54                          | 4,971                      | 51,755            |

As marinhas estrangeiras começaram a aumentar a sua presença ao longo da costa norte da China a partir do final de abril de 1900. Várias forças internacionais foram enviadas para a capital, com sucesso variável, e as forças chinesas foram finalmente derrotadas pela Aliança das Oito Nações da Áustria-Hungria, França, Alemanha, Itália, Japão, Rússia, Reino Unido e Estados Unidos. Independentemente da aliança, os Países Baixos enviaram três cruzadores em julho para proteger os seus cidadãos em Xangai.
O tenente-general britânico Alfred Gaselee atuou como comandante da Aliança das Oito Nações, que chegou a 55 000. O contingente principal era composto por japoneses (20 840), russos (13 150), britânicos (12 020), franceses (3 520), norte-americanos (3 420), alemães (900), italianos (80), austro-húngaros (75) e anti-Tropas chinesas de boxeadores. O "Primeiro Regimento Chinês" (Regimento Weihaiwei), elogiado pelo seu desempenho, era composto por colaboradores chineses servindo nas forças armadas britânicas. Eventos notáveis incluíram a tomada dos Fortes Dagu que comandavam as abordagens a Tianjin e o embarque e captura de quatro destróieres chineses pelo comandante britânico Roger Keyes. Entre os estrangeiros sitiados em Tianjin estava um jovem engenheiro de minas americano chamado Herbert Hoover, que se tornaria o 31º Presidente dos Estados Unidos.

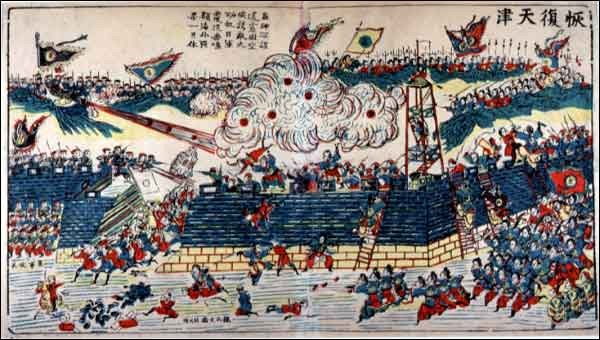
Os Boxers bombardearam Tianjin em junho de 1900, e as tropas muçulmanas de Dong Fuxiang atacaram o almirante britânico Seymour e sua força expedicionária

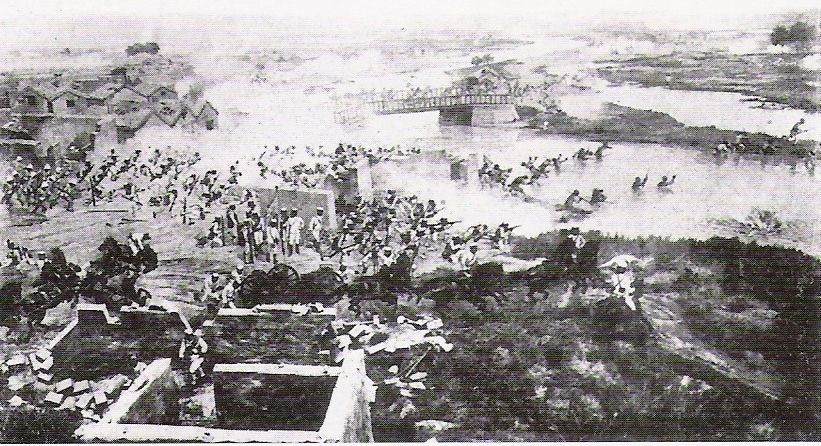
A captura do portão sul de Tianjin. As tropas britânicas foram posicionadas à esquerda, as tropas japonesas no centro e as tropas francesas à direita

A força internacional finalmente capturou Tianjin em 14 de julho. A força internacional sofreu as mais pesadas baixas da Rebelião Boxer na Batalha de Tianjin. Tendo Tianjin como base, a força internacional marchou de Tianjin para Pequim, cerca de 120 km, com 20 000 soldados aliados. Em 4 de agosto, havia aproximadamente 70 000 soldados imperiais Qing e entre 50 000 e 100 000 Boxers ao longo do caminho. Os aliados encontraram apenas uma resistência menor, travando batalhas em Beicang e Yangcun. Em Yangcun, o 14º Regimento de Infantaria das tropas norte-americanas e britânicas liderou o ataque. O clima foi um grande obstáculo. As condições eram extremamente úmidas, com temperaturas chegando às vezes 42 °C. Estas altas temperaturas e insetos atormentaram os Aliados. Os soldados ficaram desidratados e os cavalos morreram. Aldeões chineses mataram tropas aliadas que procuravam poços.
O calor matou os soldados aliados, que espumaram pela boca. As táticas ao longo do caminho foram horríveis de ambos os lados. Soldados aliados decapitaram cadáveres chineses já mortos, golpearam com baionetas ou decapitaram civis chineses vivos e estupraram meninas e mulheres chinesas. Foi relatado que os cossacos mataram civis chineses quase automaticamente e os japoneses chutaram um soldado chinês até a morte. Os Chineses responderam às atrocidades da Aliança com actos semelhantes de violência e crueldade, especialmente contra os Russos capturados. O tenente Smedley Butler viu os restos mortais de dois soldados japoneses pregados na parede, que tiveram a língua cortada e os olhos arrancados. O Tenente Butler foi ferido durante a expedição na perna e no peito, recebendo posteriormente a Medalha Brevet em reconhecimento por suas ações.

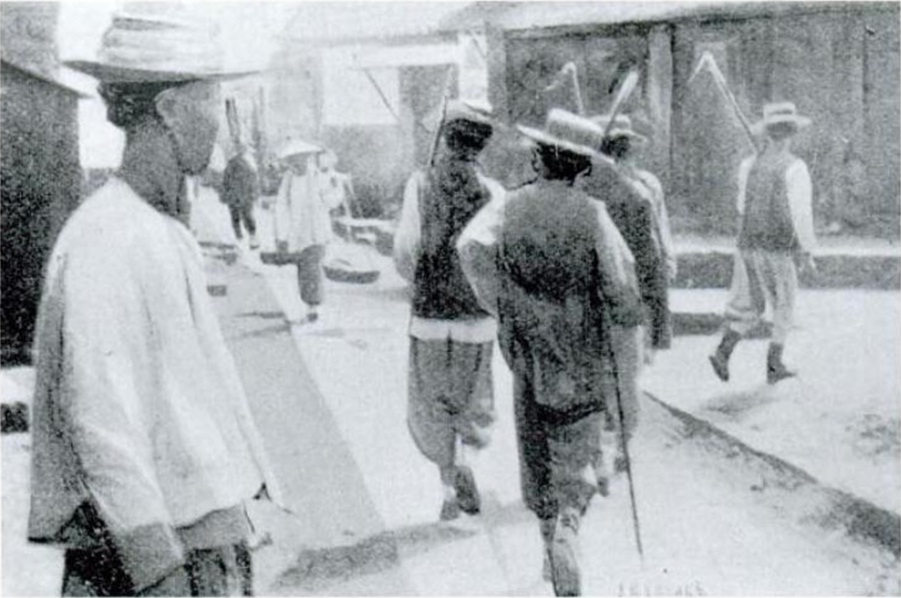
Tropas chinesas vestindo uniformes modernos em 1900

A força internacional chegou a Pequim em 14 de agosto. Após a derrota do exército Beiyang na Primeira Guerra Sino-Japonesa, o governo chinês investiu pesadamente na modernização do exército imperial, que estava equipado com modernos rifles de repetição Mauser e artilharia Krupp. Três divisões modernizadas compostas por Oito Estandartes Manchu protegiam a região metropolitana de Pequim. Dois deles estavam sob o comando do príncipe anti-boxer Qing e Ronglu, enquanto o príncipe anti-estrangeiro Duan comandava os dez mil homens Hushenying, ou "Divisão do Espírito do Tigre", que se juntou aos Gansu Braves e Boxers no ataque. os estrangeiros. Foi um capitão Hushenying quem assassinou o diplomata alemão Ketteler. O Exército Tenaz sob o comando de Nie Shicheng recebeu treinamento de estilo ocidental sob o comando de oficiais alemães e russos, além de suas armas e uniformes modernizados. Eles resistiram eficazmente à Aliança na Batalha de Tientsin antes de recuar e surpreenderam as forças da Aliança com a precisão da sua artilharia durante o cerco às concessões de Tianjin (os projéteis de artilharia não explodiram com o impacto devido à fabricação corrupta). Os Bravos de Gansu sob o comando de Dong Fuxiang, que algumas fontes descreveram como "mal disciplinados", estavam armados com armas modernas, mas não eram treinados de acordo com os exercícios ocidentais e usavam uniformes tradicionais chineses. Eles lideraram a derrota da Aliança em Langfang na Expedição Seymour e foram os mais ferozes no cerco às Legações em Pequim.

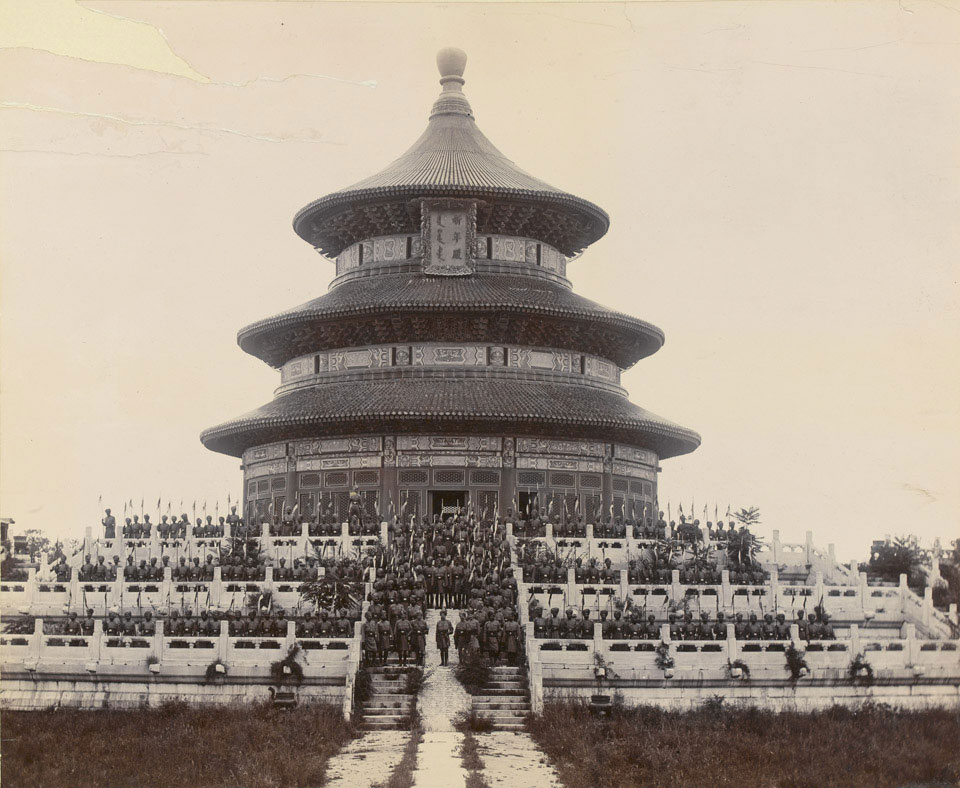
Tropas indianas no Templo do Céu. Foram os primeiros a entrar no Bairro da Legação.

Os britânicos venceram a corrida entre as forças internacionais para serem os primeiros a chegar ao sitiado Bairro da Legação. Os EUA foram capazes de desempenhar um papel devido à presença de navios e tropas norte-americanas estacionadas em Manila desde a conquista das Filipinas pelos EUA durante a Guerra Hispano-Americana e a subsequente Guerra Filipino-Americana. Nas forças armadas dos EUA, a ação na Rebelião dos Boxers ficou conhecida como Expedição de Socorro à China. Os fuzileiros navais dos Estados Unidos escalando os muros de Pequim são uma imagem icônica da Rebelião Boxer.
O Exército Britânico chegou ao quartel da legação na tarde de 14 de agosto e substituiu o quartel da legação. O Beitang foi substituído em 16 de agosto, primeiro por soldados japoneses e depois, oficialmente, pelos franceses.

### Evacuação da corte imperial Qing de Pequim para Xi'an

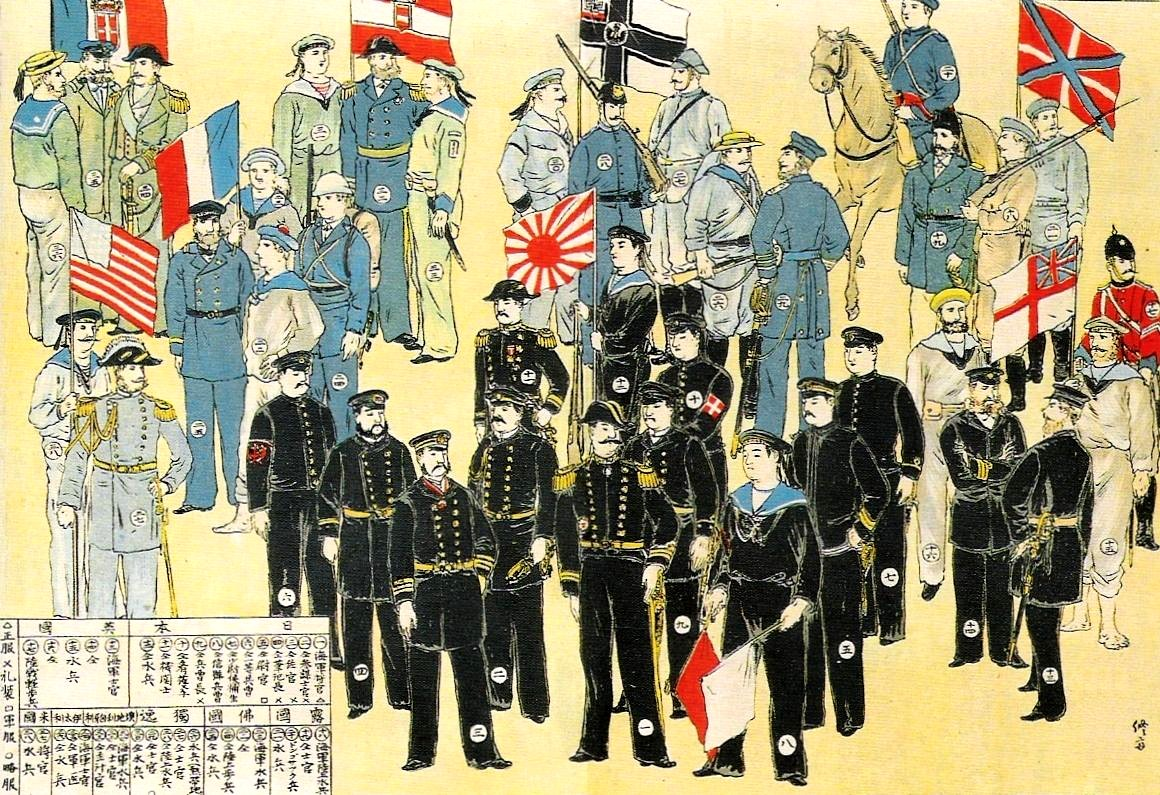
Xilogravura japonesa representando tropas da Aliança das Oito Nações

Quando os exércitos estrangeiros chegaram a Pequim, a corte Qing fugiu para Xi'an, com Cixi disfarçado de freira budista.(272-273) A viagem tornou-se ainda mais árdua devido à falta de preparação, mas a imperatriz viúva insistiu que não se tratava de uma retirada, mas sim de uma "viagem de inspeção". Após semanas de viagem, o grupo chegou a Xi'an, na província de Shaanxi, além de passagens protetoras nas montanhas onde os estrangeiros não conseguiam chegar, nas profundezas do território muçulmano chinês e protegido pelos Bravos de Gansu. Os estrangeiros não tinham ordens de perseguir Cixi, então decidiram ficar onde estavam.

## Invasão russa da Manchúria

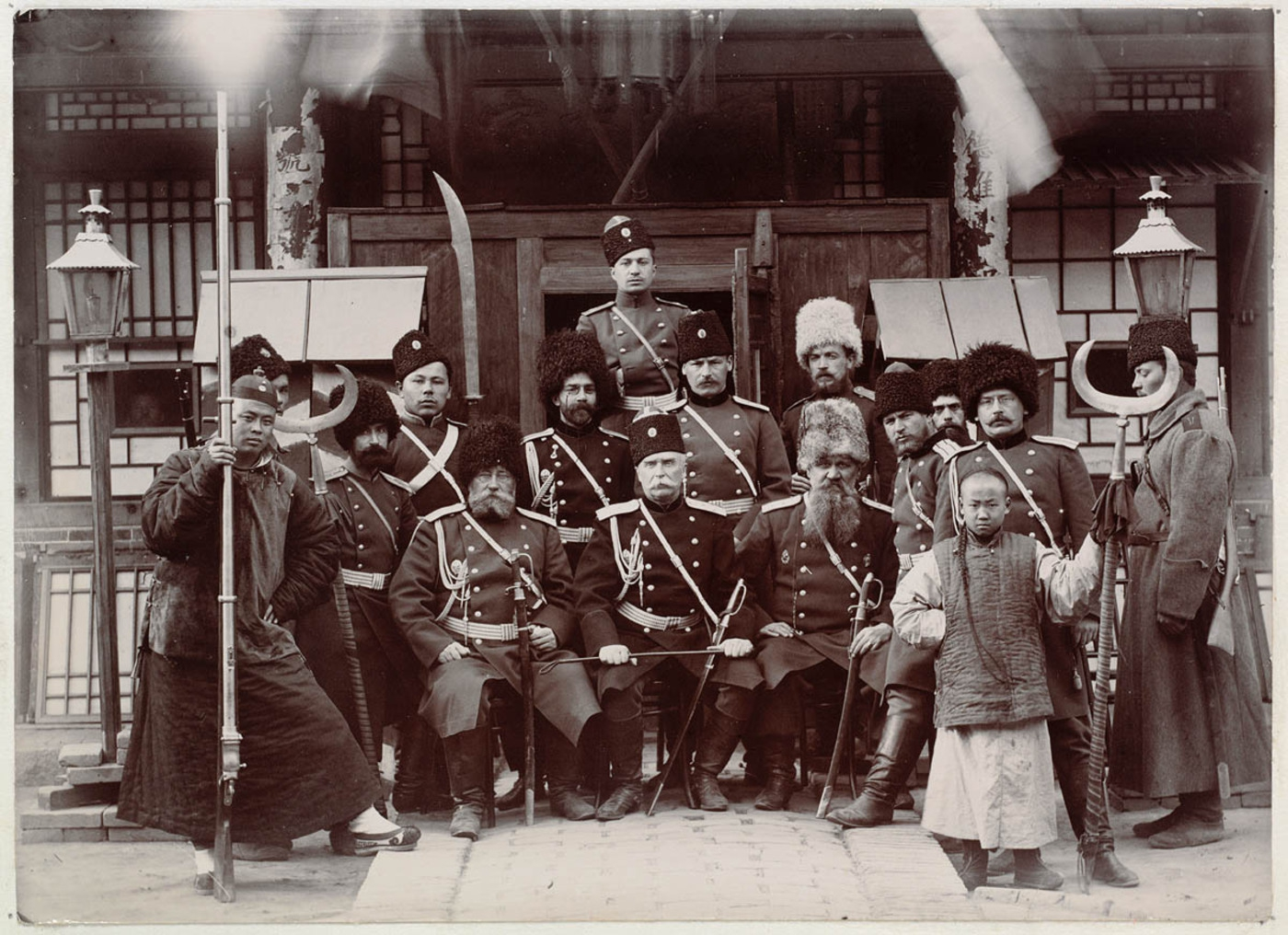
Oficiais russos na Manchúria durante a rebelião dos Boxers

O Império Russo e a Dinastia Qing mantiveram uma longa paz, começando com o Tratado de Nerchinsk em 1689, mas as forças russas aproveitaram as derrotas chinesas para impor o Tratado de Aigun de 1858 e o Tratado de Pequim de 1860, que cedeu o antigo território chinês em Manchúria para a Rússia, grande parte da qual é controlada pela Rússia até os dias atuais (Primorye). Os russos pretendiam controlar o rio Amur para navegação e os portos de Dairen e Port Arthur, para todos os climas, na península de Liaodong. A ascensão do Japão como potência asiática provocou ansiedade na Rússia, especialmente à luz da expansão da influência japonesa na Coreia. Após a vitória do Japão na Primeira Guerra Sino-Japonesa de 1895, a Tríplice Intervenção da Rússia, Alemanha e França forçou o Japão a devolver o território conquistado em Liaodong, levando a uma aliança sino-russa de facto.
Os chineses locais na Manchúria ficaram indignados com esses avanços russos e começaram a assediar os russos e as instituições russas, como a Ferrovia Oriental Chinesa. Em junho de 1900, os chineses bombardearam a cidade de Blagoveshchensk, no lado russo do Amur. O governo do Czar usou o pretexto da atividade dos Boxers para mover cerca de 200 000 soldados para a área para esmagar os Boxers. Os chineses usaram um incêndio criminoso para destruir uma ponte que transportava uma ferrovia e um quartel em 27 de julho. Os Boxers destruíram ferrovias, cortaram linhas de telégrafos e queimaram as minas de Yantai.
Os bandidos chineses Honghuzi da Manchúria, que lutaram ao lado dos Boxers na guerra, não pararam quando a rebelião dos Boxers terminou e continuaram a guerra de guerrilha contra a ocupação russa até à guerra Russo-Japonesa, quando os russos foram derrotados pelo Japão.

## Massacre de missionários e cristãos chineses

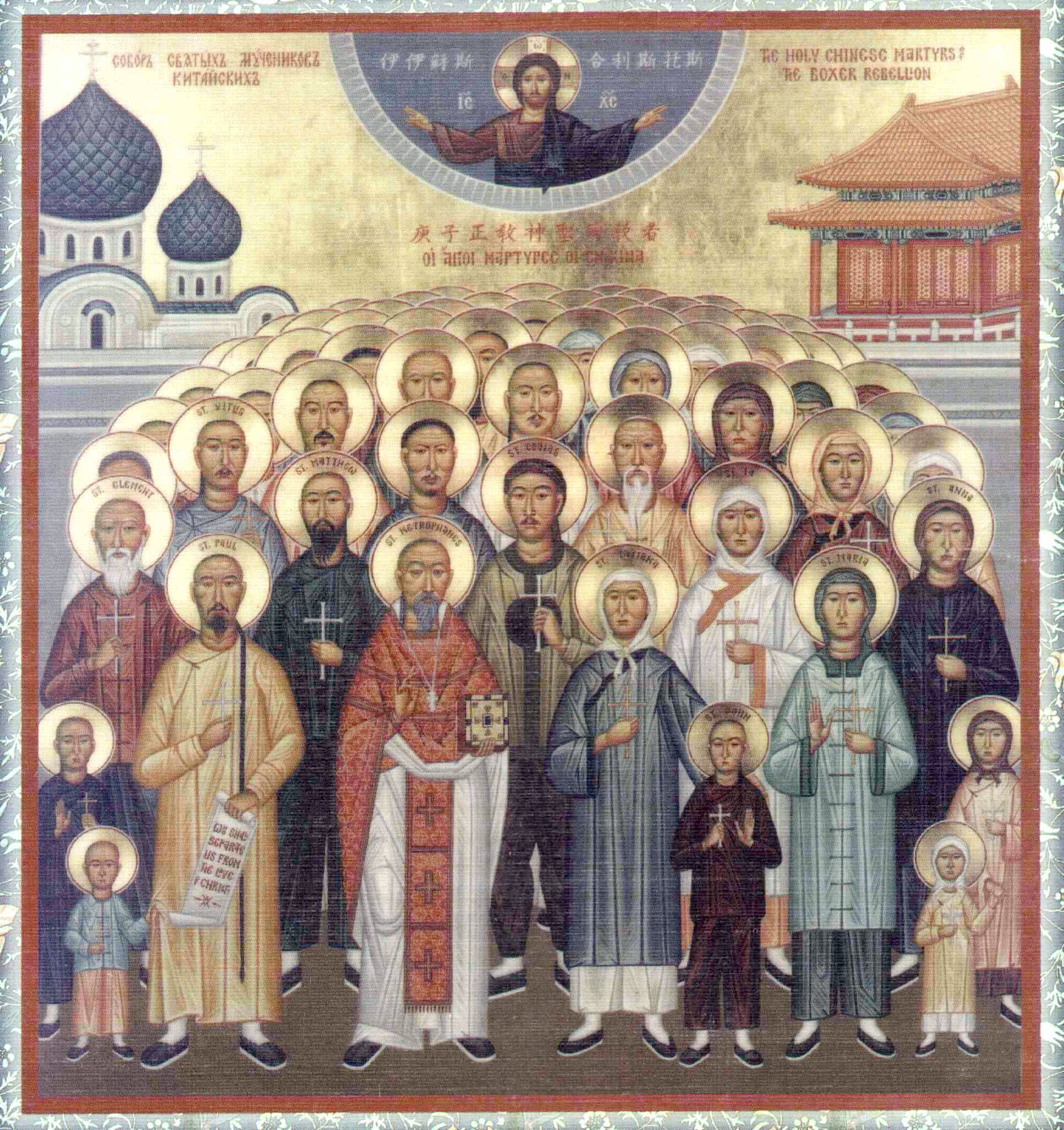
Os Santos Mártires Chineses da Igreja Ortodoxa Oriental representados em um ícone encomendado em 1990

Missionários ortodoxos, protestantes e católicos e os seus paroquianos chineses foram massacrados em todo o norte da China, alguns por Boxers e outros por tropas e autoridades governamentais. Após a declaração de guerra às potências ocidentais em junho de 1900, Yuxian, que havia sido nomeado governador de Shanxi em março daquele ano, implementou uma política brutal anti-estrangeira e anticristã. Em 9 de julho, circularam relatos de que ele havia executado quarenta e quatro estrangeiros (incluindo mulheres e crianças) de famílias missionárias que havia convidado para irem à capital da província, Taiyuan, sob a promessa de protegê-los. Embora os supostos relatos de testemunhas oculares tenham sido recentemente questionados como improváveis, este evento tornou-se um símbolo notório da raiva chinesa, conhecido como Massacre de Taiyuan. A Sociedade Missionária Batista, com sede na Inglaterra, abriu sua missão em Shanxi em 1877. Em 1900, todos os seus missionários foram mortos, juntamente com todos os 120 convertidos. No final do Verão, mais estrangeiros e cerca de 2 000 cristãos chineses tinham sido condenados à morte na província. O jornalista e escritor histórico Nat Brandt chamou o massacre de cristãos em Shanxi de "a maior tragédia na história do evangelicalismo cristão".
Durante a Rebelião Boxer como um todo, um total de 136 missionários protestantes e 53 crianças foram mortos, e 47 padres e freiras católicos, 30 000 católicos chineses, 2 000 protestantes chineses e 200 a 400 dos 700 cristãos ortodoxos russos em Pequim foram estimados como mortos. foram mortos. Coletivamente, os protestantes mortos foram chamados de Mártires da China de 1900.  222 mártires cristãos russos chineses, incluindo São Metrófano, foram canonizados localmente como Novos Mártires em 22 de abril de 1902, depois que o Arquimandrita Inocêncio (Fugurovsky), chefe da Missão Ortodoxa Russa na China, solicitou ao Santíssimo Sínodo que perpetuasse sua memória. Esta foi a primeira canonização local em mais de dois séculos. Os Boxers assassinaram cristãos em 26 províncias.

## Consequências

### Ocupação, saques e atrocidades

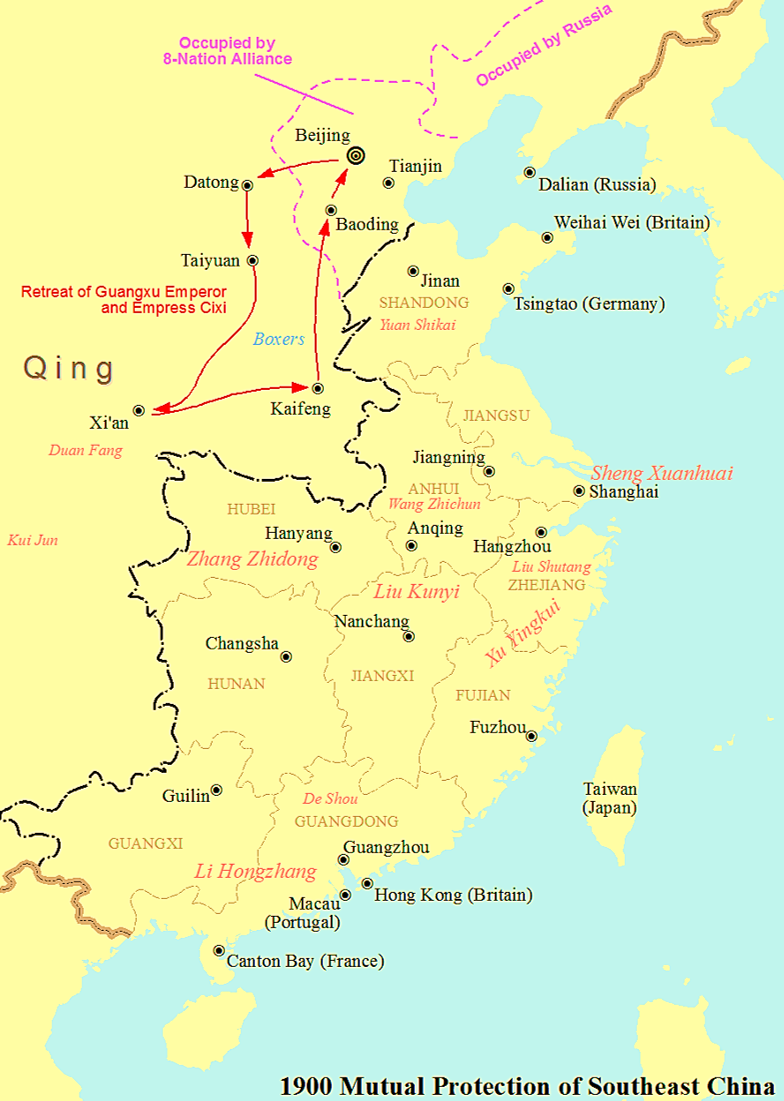
O império russo ocupou a Manchúria enquanto a Aliança das Oito Nações ocupou conjuntamente a província de Zhili. O resto da China fora da Manchúria e Zhili não foi afetado devido aos governadores-gerais que participaram da Proteção Mútua do Sudeste da China em 1900

A Aliança das Oito Nações ocupou a província de Zhili enquanto a Rússia ocupou a Manchúria, mas o resto da China não foi ocupado devido às ações de vários governadores Han que formaram a Proteção Mútua do Sudeste da China que se recusou a obedecer à declaração de guerra e manteve seus exércitos e províncias fora da guerra. Zhang Zhidong disse a Everard Fraser, o cônsul-geral britânico baseado em Hankou, que desprezava Manchus para que a Aliança das Oito Nações não ocupasse províncias sob o Pacto de Defesa Mútua.

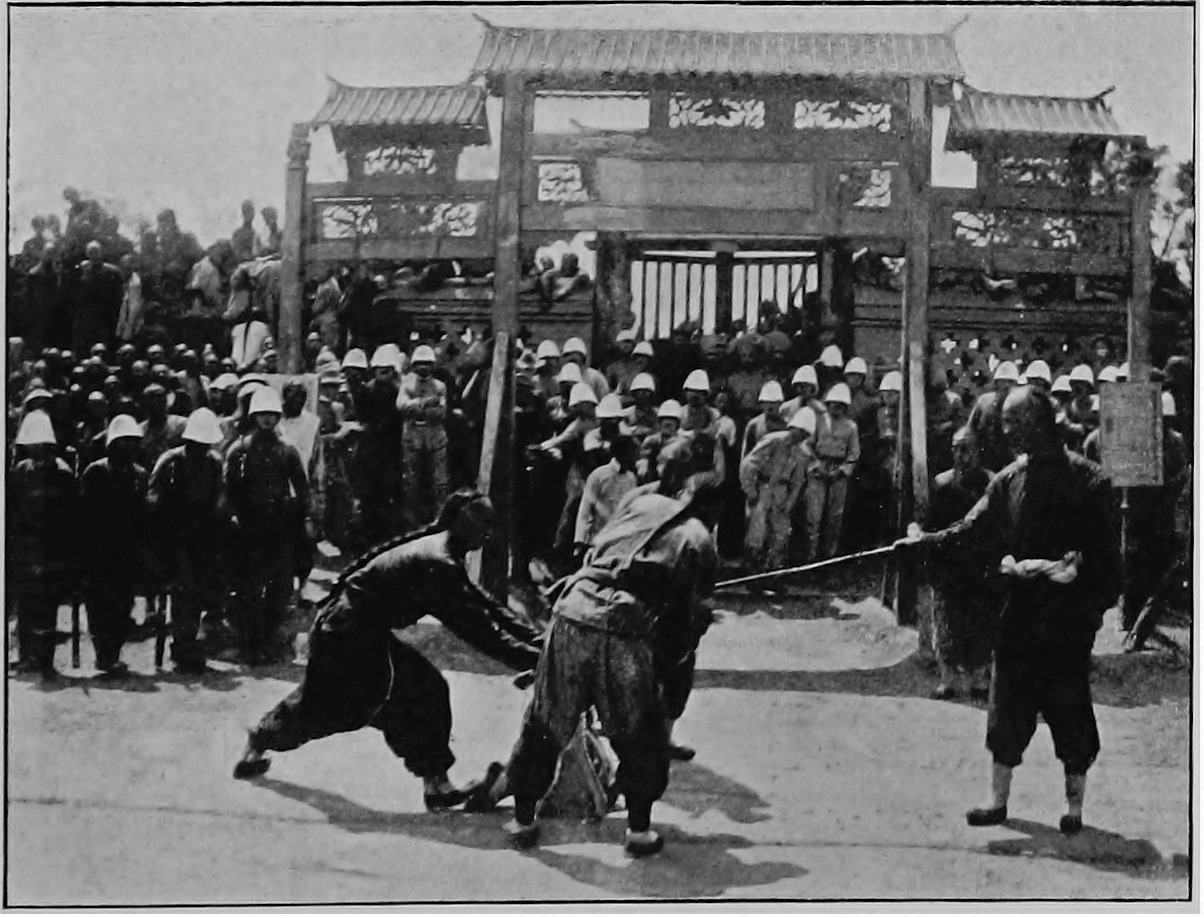
Tropas francesas executam um boxer

As províncias de Pequim, Tianjin e Zhili foram ocupadas durante mais de um ano pela força expedicionária internacional sob o comando do general alemão Alfred Graf von Waldersee. Os americanos e britânicos pagaram ao general Yuan Shikai e seu exército (a Divisão de Direita) para ajudar a Aliança das Oito Nações a suprimir os Boxers. As forças de Yuan Shikai mataram dezenas de milhares de pessoas na sua campanha anti-Boxer na província de Zhili e Shandong depois que a Aliança capturou Pequim. A maioria das centenas de milhares de pessoas que viviam no interior de Pequim durante a dinastia Qing eram vassalos manchus e mongóis das Oito Bandeiras, depois de terem sido transferidos para lá em 1644, quando os chineses han foram expulsos. Sawara Tokusuke, um jornalista japonês, escreveu em "Notas diversas sobre os boxeadores" sobre os estupros de garotas-bandeira manchus e mongóis. Uma filha e esposa do nobre mongol Chongqi (崇绮) do clã Alute foram supostamente estupradas em grupo. Outros parentes, incluindo seu filho, Baochu, suicidaram-se depois que ele se matou em 26 de agosto de 1900.
Durante os ataques a áreas suspeitas de Boxers, de setembro de 1900 a março de 1901, as forças europeias e americanas se envolveram em táticas que incluíam decapitações públicas de chineses com suspeitas de simpatia pelos Boxers, saques sistemáticos, tiroteios rotineiros de animais de fazenda e destruição de colheitas, destruição de edifícios religiosos e edifícios públicos, queima de textos religiosos e violação generalizada de mulheres e garotas chinesas. (p212)
Os observadores britânicos e americanos contemporâneos dirigiram as suas maiores críticas às tropas alemãs, russas e japonesas pela sua crueldade e vontade de executar chineses de todas as idades e origens, por vezes queimando e matando populações inteiras de aldeias. A força alemã chegou tarde demais para participar dos combates, mas empreendeu expedições punitivas às aldeias do interior. Segundo o missionário Arthur Smith, além de queimar e saquear, os alemães “cortaram as cabeças de muitos chineses sob sua jurisdição, muitos deles por ofensas absolutamente triviais”.(p213) O Tenente do Exército dos EUA CD Rhodes relatou que soldados alemães e franceses incendiaram edifícios onde camponeses inocentes se refugiavam e disparavam e golpeavam com baionetas os camponeses que fugiam dos edifícios em chamas.(p216) De acordo com soldados australianos, os alemães extorquiram pagamentos de resgate às aldeias em troca de não incendiarem as suas casas e colheitas.(p216) O jornalista britânico George Lynch escreveu que soldados alemães e italianos praticaram a prática de violar mulheres e meninas chinesas antes de queimarem as suas aldeias.(p217) De acordo com Lynch, os soldados alemães tentariam encobrir essas atrocidades jogando vítimas de estupro em poços como suicídios encenados.(p217) Lynch disse: "Há coisas que não devo escrever e que não podem ser impressas na Inglaterra, o que parece mostrar que esta nossa civilização ocidental é apenas um verniz sobre a selvageria".

O Kaiser Guilherme II em 27 de julho durante cerimônias de partida da força de socorro alemã em um discurso incluiu uma referência improvisada mas destemperada aos invasores hunos da Europa continental que mais tarde seriam ressuscitados pela propaganda britânica para zombar da Alemanha durante a Primeira Guerra Mundial e Segunda Guerra Mundial:
Se você encontrar o inimigo, ele será derrotado! Nenhum quarto será dado! Prisioneiros não serão feitos! Quem cair em suas mãos estará perdido. Assim como há mil anos os hunos sob o rei Átila criaram um nome para si próprios, um nome que ainda hoje os faz parecer poderosos na história e na lenda, que o nome alemão seja afirmado por você de tal maneira na China que nenhum chinês jamais mais uma vez ouse olhar vesgo para um alemão.
Um jornal chamou o rescaldo do cerco de "carnaval de saques antigos", e outros chamaram-no de "uma orgia de saques" por soldados, civis e missionários. Estas caracterizações evocam o saque do Palácio de Verão em 1860. Cada nacionalidade acusou as outras de serem os piores saqueadores. Um diplomata americano, Herbert G. Squiers, encheu vários vagões de trem com saques e artefatos. A Legação Britânica realizava leilões de saques todas as tardes e proclamava: "Os saques por parte das tropas britânicas foram realizados da maneira mais ordenada." No entanto, um oficial britânico observou: "É uma das leis não escritas da guerra que uma cidade que não se rende no final e é tomada de assalto seja saqueada." Durante o resto de 1900-1901, os britânicos realizaram leilões de saques todos os dias, exceto aos domingos, em frente ao portão principal da Legação Britânica. Muitos estrangeiros, incluindo Sir Claude Maxwell MacDonald e Lady Ethel MacDonald e George Ernest Morrison do The Times, eram licitantes ativos entre a multidão. Muitos destes itens saqueados acabaram na Europa. A católica Beitang ou Catedral do Norte era uma "sala de vendas de bens roubados". O comandante americano General Adna Chaffee proibiu os saques por soldados americanos, mas a proibição foi ineficaz. De acordo com Chaffee, "[é] seguro dizer que onde um boxeador real foi morto, cinquenta cules ou trabalhadores inofensivos, incluindo não poucas mulheres e crianças, foram mortos".(p213)

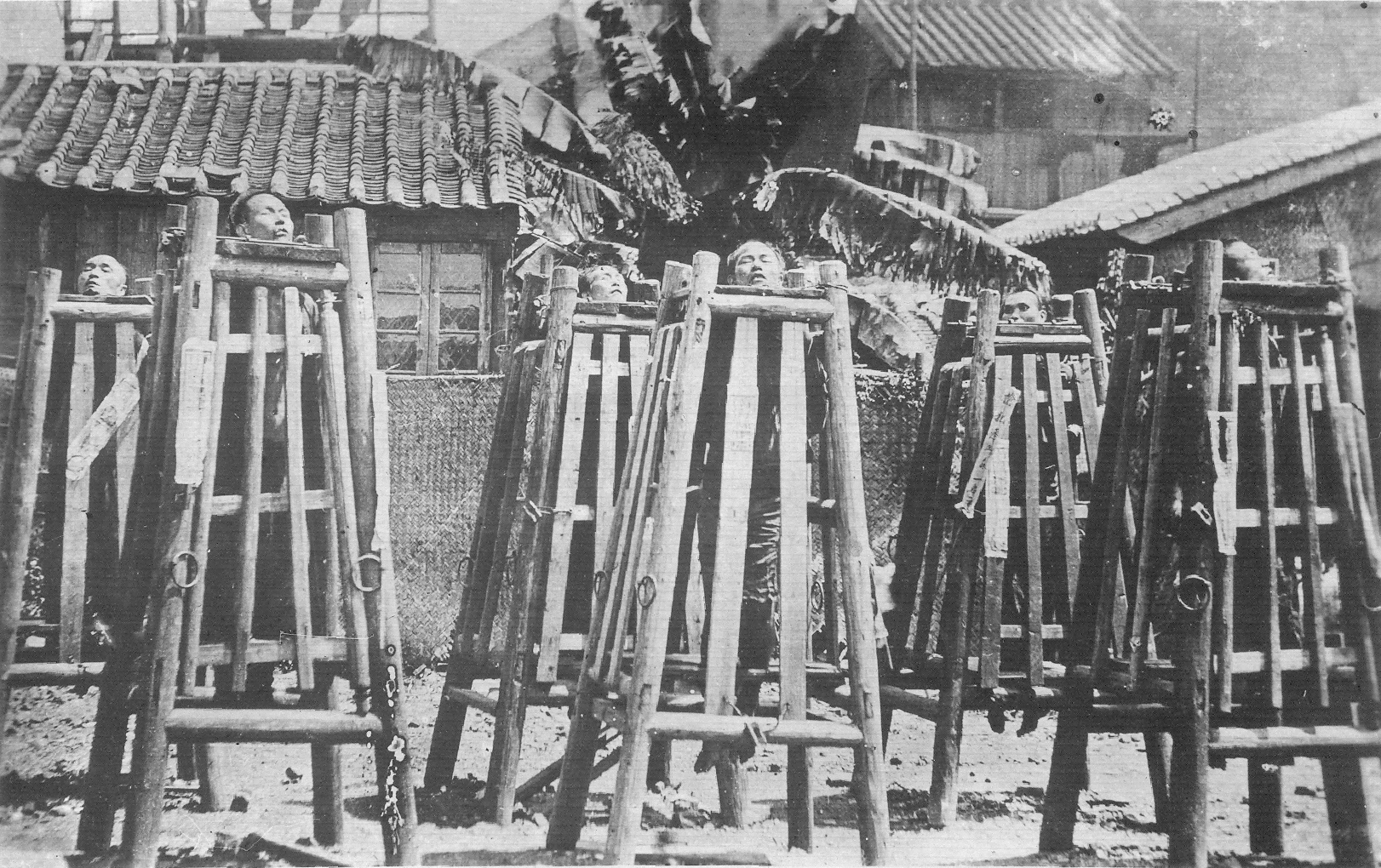
Execução de Boxeadores por estrangulamento em pé

Alguns missionários ocidentais participaram ativamente no apelo à retribuição. Para fornecer restituição aos missionários e às famílias cristãs chinesas cujas propriedades foram destruídas, William Ament, um missionário do Conselho Americano de Comissários para Missões Estrangeiras, guiou tropas americanas através de aldeias para punir aqueles que ele suspeitava serem Boxers e confiscar as suas propriedades. Quando Mark Twain leu sobre esta expedição, ele escreveu um ensaio contundente, “To the Person Sitting in Darkness”, que atacava os “Reverendos bandidos do Conselho Americano”, visando especialmente Ament, um dos missionários mais respeitados na China. A controvérsia foi notícia de primeira página durante grande parte de 1901. A contraparte de Ament no lado da roca foi a missionária britânica Georgina Smith, que presidiu um bairro em Pequim como juíza e júri.
Embora um relato histórico relatasse que as tropas japonesas ficaram surpresas com o fato de outras tropas da Aliança estuprarem civis, outros notaram que as tropas japonesas estavam "saqueando e queimando sem piedade" e que "mulheres e meninas chinesas às centenas cometeram suicídio para escapar de um pior destino nas mãos de brutos russos e japoneses". Roger Keyes, que comandou o destróier britânico Fame e acompanhou a Expedição Gaselee, observou que os japoneses trouxeram suas próprias "esposas regimentais" (prostitutas) para o front para evitar que seus soldados estuprassem civis chineses.
O jornalista do The Daily Telegraph E.J. Dillon, afirmou ter testemunhado os cadáveres mutilados de mulheres chinesas que foram violadas e mortas pelas tropas da Aliança. O comandante francês rejeitou os estupros, atribuindo-os à “bravura do soldado francês”. De acordo com o capitão dos EUA Grote Hutcheson, as forças francesas queimaram todas as aldeias que encontraram durante uma marcha de 160km e fincaram a bandeira francesa nas pistas.(p215)
Muitos Bandeirantes Manchus apoiaram os Boxers e compartilharam seu sentimento anti-estrangeiro. Os Bannermen foram devastados na Primeira Guerra Sino-Japonesa em 1895 e os exércitos dos Oito Estandartes foram destruídos enquanto resistiam à invasão. Nas palavras da historiadora Pamela Crossley, as suas condições de vida passaram "da pobreza desesperadora à verdadeira miséria". Quando milhares de manchus fugiram de Aigun para o sul durante os combates em 1900, seu gado e cavalos foram roubados pelos cossacos russos, que então queimaram suas aldeias e casas até as cinzas. Os exércitos da Bandeira Manchu foram destruídos enquanto resistiam à invasão, muitos deles aniquilados pelos russos. Manchu Shoufu se matou durante a batalha de Pequim e Manchu Lao. O pai dela foi morto por soldados ocidentais na batalha como os exércitos de bandeira Manchu da Divisão Central do Exército de Guardas, Divisão do Espírito do Tigre e Força de Campo de Pequim nas Bandeiras Metropolitanas foram massacrados pelos soldados ocidentais. Os bairros da legação no centro da cidade e a catedral católica (Igreja do Salvador, Pequim) foram ambos atacados por vassalos manchus. Os vassalos manchus foram massacrados pela Aliança das Oito Nações em toda a Manchúria e Pequim porque a maioria dos vassalos manchus apoiava os Boxers. O sistema de clãs Manchus em Aigun foi destruído pela espoliação da área pelas mãos dos invasores russos. Havia 1 266 famílias, incluindo 900 Daurs e 4 500 Manchus em Sessenta e Quatro Aldeias a Leste do Rio e Blagoveshchensk até o massacre de Blagoveshchensk e o massacre de Sessenta e Quatro Aldeias a Leste do Rio cometido por soldados cossacos russos. Muitas aldeias Manchu foram queimadas pelos cossacos no massacre, de acordo com Victor Zatsepine.
A realeza Manchu, oficiais e oficiais como Yuxian, Qixiu (啟秀), Zaixun, o Príncipe Zhuang e o Capitão Enhai (En Hai) foram executados ou forçados a cometer suicídio pela Aliança das Oito Nações. A execução do oficial Manchu Gangyi foi exigida, mas ele já havia falecido. Soldados japoneses prenderam Qixiu antes de ele ser executado. Zaixun, o Príncipe Zhuang foi forçado a cometer suicídio em 21 de fevereiro de 1901. Eles executaram Yuxian em 22 de fevereiro de 1901. Em 31 de dezembro de 1900, soldados alemães decapitaram o capitão manchu Enhai por matar Clemens von Ketteler.

### Indenização
Após a captura de Pequim pelos exércitos estrangeiros, alguns dos conselheiros da Imperatriz Viúva Cixi defenderam que a guerra continuasse, argumentando que a China poderia ter derrotado os estrangeiros, pois foram pessoas desleais e traidoras dentro da China que permitiram que Pequim e Tianjin fossem capturadas por os Aliados e que o interior da China era impenetrável. Eles também recomendaram que Dong Fuxiang continuasse lutando. A imperatriz viúva Cixi foi prática, no entanto, e decidiu que os termos eram generosos o suficiente para ela concordar quando tivesse a garantia de seu reinado contínuo após a guerra e que a China não seria forçada a ceder nenhum território.
Em 7 de setembro de 1901, a corte imperial Qing concordou em assinar o "Protocolo Boxer", também conhecido como Acordo de Paz entre a Aliança das Oito Nações e a China. O protocolo ordenou a execução de 10 altos funcionários ligados ao surto e outros funcionários que foram considerados culpados pelo massacre de estrangeiros na China. Alfons Mumm (Freiherr von Schwarzenstein), Ernest Satow e Komura Jutaro assinaram em nome da Alemanha, Grã-Bretanha e Japão, respectivamente.
A China foi multada em reparações de guerra em 450 milhões de taéis de prata fina pela perda que causou. A reparação deveria ser paga até 1940, no prazo de 39 anos, e seria de 982 238 150 taéis com juros (4 por cento ao ano) incluídos. Para ajudar a cumprir o pagamento, foi acordado aumentar a tarifa existente de 3,18 para 5 por cento reais e tributar as mercadorias até então isentas de impostos. A soma da reparação foi estimada pela população chinesa (cerca de 450 milhões em 1900), para permitir que cada chinês pagasse um tael. A renda alfandegária chinesa e os impostos sobre o sal garantiram a reparação. A China pagou 668 661 220 taéis de prata de 1901 a 1939, o equivalente em 2010 a US$ 61 bilhões com base na paridade do poder de compra.
Uma grande parte das reparações pagas aos Estados Unidos foi desviada para pagar a educação de estudantes chineses em universidades norte-americanas no âmbito do Programa de Bolsas de Indenização Boxer. Para preparar os alunos escolhidos para este programa foi criado um instituto para ensinar a língua inglesa e servir como escola preparatória. Quando o primeiro desses alunos retornou à China, eles assumiram o ensino dos alunos subsequentes; deste instituto nasceu a Universidade Tsinghua.

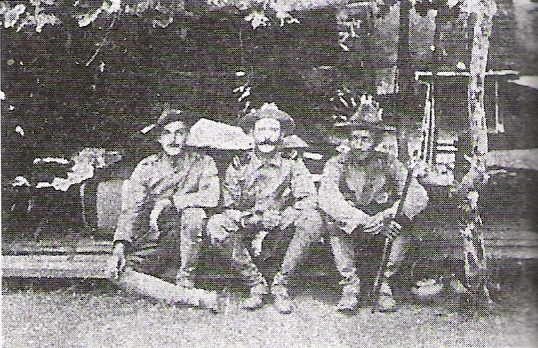
Tropas americanas durante a Rebelião Boxer

A Missão para o Interior da China perdeu mais membros do que qualquer outra agência missionária: 58 adultos e 21 crianças foram mortos. No entanto, em 1901, quando as nações aliadas exigiam compensação do governo chinês, Hudson Taylor recusou-se a aceitar o pagamento pela perda de propriedades ou de vidas, a fim de demonstrar a mansidão e gentileza de Cristo aos chineses.
O vigário católico apostólico belga de Ordos, Mons. Alfons Bermyn queria tropas estrangeiras guarnecidas na Mongólia Interior, mas o governador recusou. Bermyn solicitou ao Manchu Enming que enviasse tropas para Hetao, onde as tropas mongóis do príncipe Duan e as tropas muçulmanas do general Dong Fuxiang supostamente ameaçaram os católicos. Acontece que Bermyn criou o incidente como uma farsa. Missionários católicos ocidentais forçaram os mongóis a ceder suas terras aos católicos chineses han como parte das indenizações dos Boxers, de acordo com o historiador mongol Shirnut Sodbilig. Os mongóis participaram de ataques contra missões católicas na rebelião dos Boxers.
O governo Qing não capitulou a todas as exigências estrangeiras. O governador manchu Yuxian foi executado, mas a corte imperial recusou-se a executar o general chinês Han Dong Fuxiang, embora ele também tivesse encorajado o assassinato de estrangeiros durante a rebelião. A Imperatriz Viúva Cixi interveio quando a Aliança exigiu que ele fosse executado e Dong apenas foi descontado e enviado de volta para casa. Em vez disso, Dong viveu uma vida de luxo e poder no “exílio” em sua província natal, Gansu. Após a morte de Dong em 1908, todas as honras que lhe haviam sido retiradas foram restauradas e ele recebeu um enterro militar completo.
A indenização nunca foi paga integralmente e foi suspensa durante a Segunda Guerra Mundial.

## Consequências a longo prazo
A ocupação de Pequim por potências estrangeiras e o fracasso da Rebelião Boxer corroeram ainda mais o apoio ao estado Qing.(p14) O apoio à reforma diminuiu, enquanto o apoio à revolução aumentou.(p14) Nos dez anos após a Rebelião dos Boxers, as revoltas na China aumentaram, especialmente no sul.(p14) Cresceu o apoio ao Tongmenghui, uma aliança de grupos anti-Qing que mais tarde se tornou o Kuomintang.(p14)
Cixi foi devolvida a Pequim, com as potências estrangeiras acreditando que manter o governo Qing era a melhor maneira de controlar a China.(p273) Dentro do Estado Qing, a dinastia fez mais alguns esforços de reforma.(p14) Aboliu os Exames Imperiais em 1905 e procurou introduzir gradualmente assembleias consultivas.(p15) Juntamente com a formação de novas organizações militares e policiais, as reformas também simplificaram a burocracia central e iniciaram a reformulação das políticas fiscais. Estes esforços não conseguiram manter a dinastia Qing, que foi derrubada na Revolução de 1911.(p15)

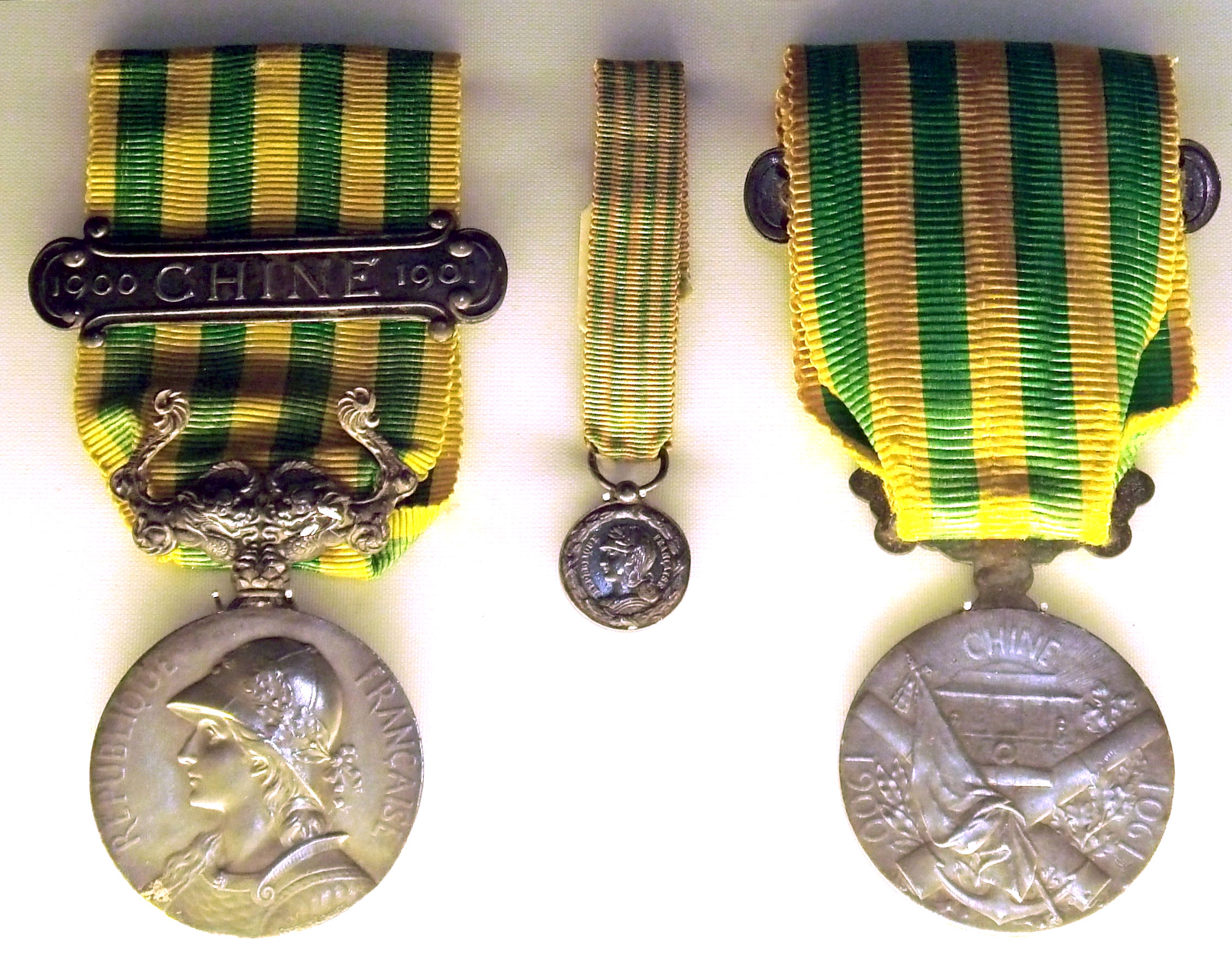
Medalha Comemorativa da Expedição à China de 1901. Museu da Legião de Honra

O Japão substituiu os países europeus como potência estrangeira dominante, devido ao seu envolvimento desigual na guerra contra os Boxers, bem como à sua vitória na Primeira Guerra Sino-Japonesa. Depois de substituir a influência russa na metade sul da Manchúria como resultado da Guerra Russo-Japonesa, o Japão passou a dominar os assuntos asiáticos militar e culturalmente com muitos dos estudiosos chineses também educados no Japão, sendo o exemplo mais proeminente Sun Yat-Sen, que mais tarde criaria o Kuomintang Nacionalista na China.
Em outubro de 1900, a Rússia ocupou as províncias da Manchúria, um movimento que ameaçou as esperanças anglo-americanas de manter a abertura do país ao comércio sob a Política de Portas Abertas.
O confronto do Japão com a Rússia sobre Liaodong e outras províncias no leste da Manchúria, devido à recusa russa em honrar os termos do protocolo Boxer que exigia a sua retirada, levou à Guerra Russo-Japonesa, quando dois anos de negociações foram interrompidos em fevereiro de 1904. O arrendamento russo de Liaodong (1898) foi confirmado. A Rússia foi finalmente derrotada por um Japão cada vez mais confiante.

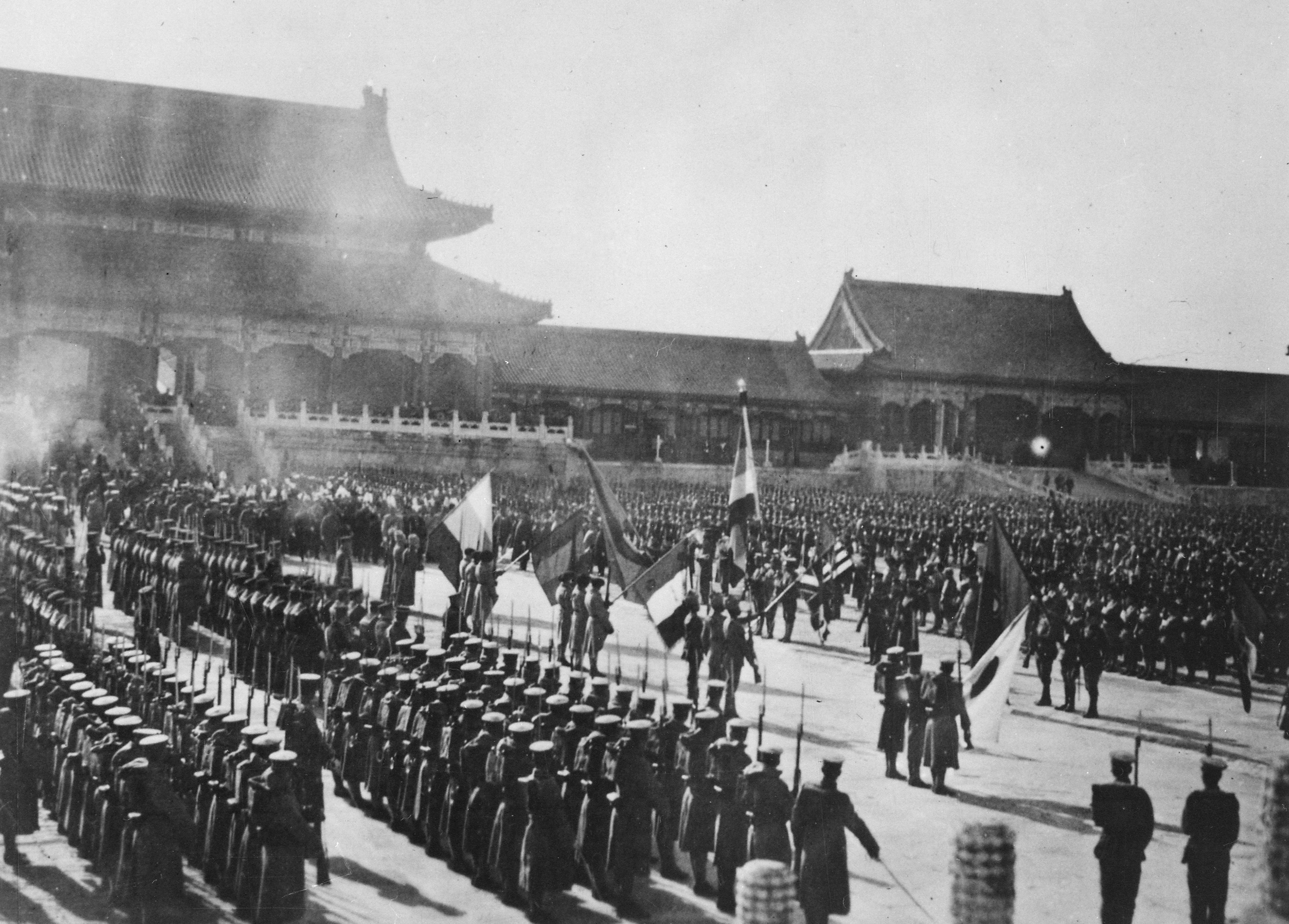
Exércitos estrangeiros reúnem-se dentro da Cidade Proibida após capturar Pequim, 28 de novembro de 1900.

O historiador Walter LaFeber argumentou que a decisão do presidente William McKinley de enviar 5 000 soldados americanos para reprimir a rebelião marca "as origens dos modernos poderes de guerra presidencial": 
McKinley deu um passo histórico na criação de um novo poder presidencial do século XX. Ele despachou os cinco mil soldados sem consultar o Congresso, e muito menos obter uma declaração de guerra, para lutar contra os Boxers que eram apoiados pelo governo chinês.... Os presidentes já haviam usado tal força contra grupos não-governamentais que ameaçavam os interesses e cidadãos dos EUA. Contudo, foi agora utilizado contra governos reconhecidos e sem obedecer às disposições da Constituição sobre quem deveria declarar guerra.
Arthur M. Schlesinger, Jr., concordou e escreveu:
A intervenção na China marcou o início de uma mudança crucial no emprego presidencial das forças armadas no exterior. No século XIX, a força militar cometida sem autorização do Congresso era normalmente utilizada contra organizações não-governamentais. Agora começava a ser usado contra Estados soberanos e, no caso de Theodore Roosevelt, com menos consultas do que nunca.

## Controvérsias e mudanças de visão dos Boxers

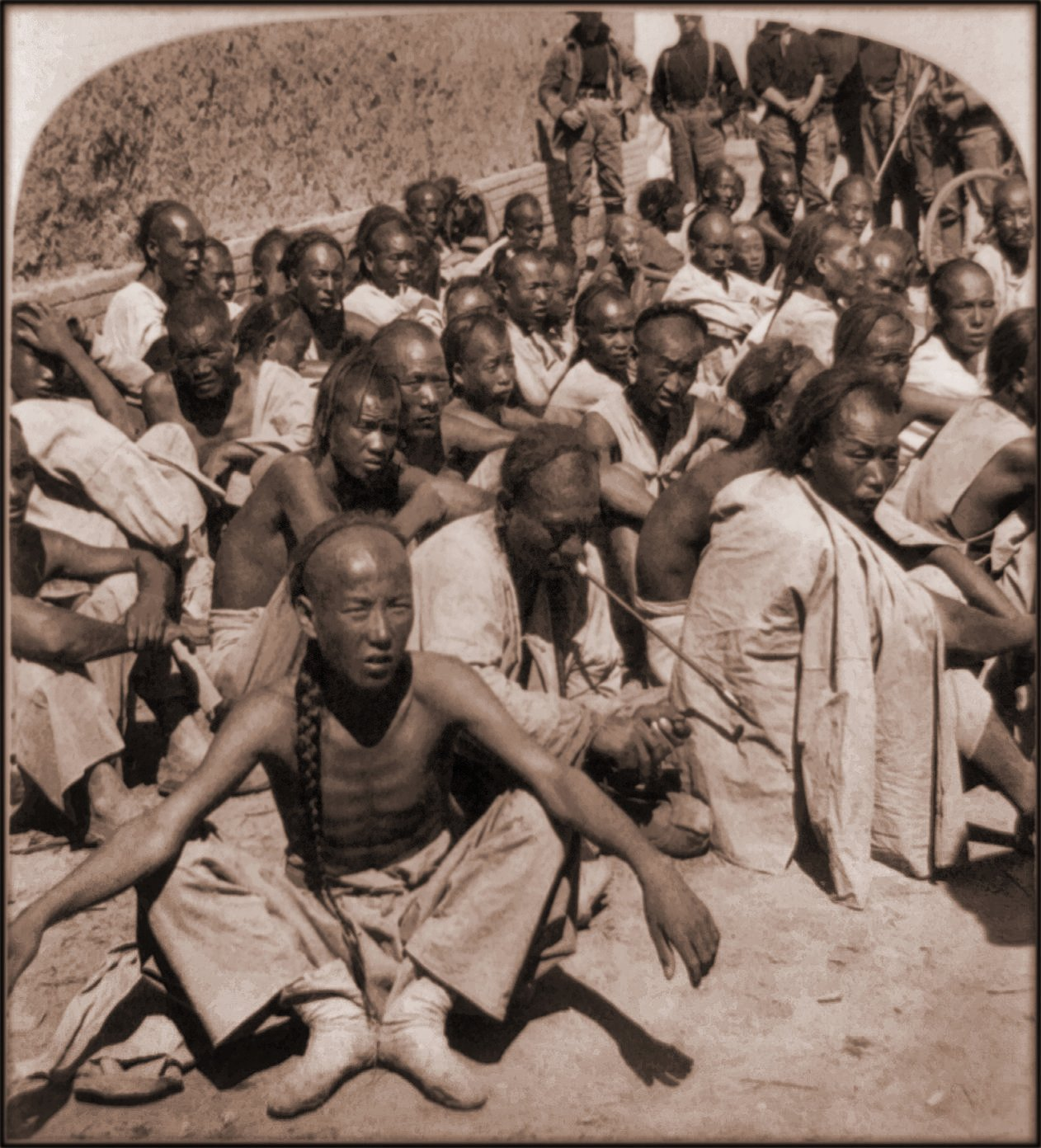
"Boxers" capturados pela 6ª Cavalaria dos EUA perto de Tianjin em 1901. Os historiadores acreditavam que eram apenas espectadores.

Desde o início, as opiniões divergiram sobre se os Boxers seriam melhor vistos como anti-imperialistas, patrióticos e proto-nacionalistas, ou como oponentes "incivilizados", irracionais e fúteis da mudança inevitável. O historiador Joseph Esherick comenta que "a confusão sobre a Revolta dos Boxers não é simplesmente uma questão de equívocos populares", uma vez que "não há nenhum incidente importante na história moderna da China em que a gama de interpretação profissional seja tão grande".
Os Boxers foram condenados por aqueles que queriam modernizar a China segundo os modelos ocidentais de civilização. Sun Yat-sen, o fundador da República da China e do Kuomintang (Partido Nacionalista Chinês), na época trabalhou para derrubar Qing, mas acreditava que o governo espalhava rumores que "causavam confusão entre a população" e incitavam os Boxers Movimento. Ele fez "críticas contundentes" ao "anti-estrangeirismo e obscurantismo" dos Boxers. Sun elogiou os Boxers por seu "espírito de resistência", mas os chamou de "bandidos". Os alunos que estudam no Japão eram ambivalentes. Alguns afirmaram que embora a revolta se originasse de pessoas ignorantes e teimosas, as suas crenças eram corajosas e justas e poderiam ser transformadas numa força de independência. Após a queda da dinastia Qing em 1911, os nacionalistas chineses tornaram-se mais simpáticos aos Boxers. Em 1918, Sun elogiou seu espírito de luta e disse que os Boxers foram corajosos e destemidos na luta até a morte contra os exércitos da Aliança, especificamente na Batalha de Yangcun. Liberais chineses como Hu Shi, que apelou à modernização da China, ainda condenavam os Boxers pela sua irracionalidade e barbárie. O líder do Movimento da Nova Cultura, Chen Duxiu, perdoou a "barbárie do Boxer... dado o crime que os estrangeiros cometeram na China" e afirmou que eram aqueles "subservientes aos estrangeiros" que verdadeiramente "mereceram o nosso ressentimento". 

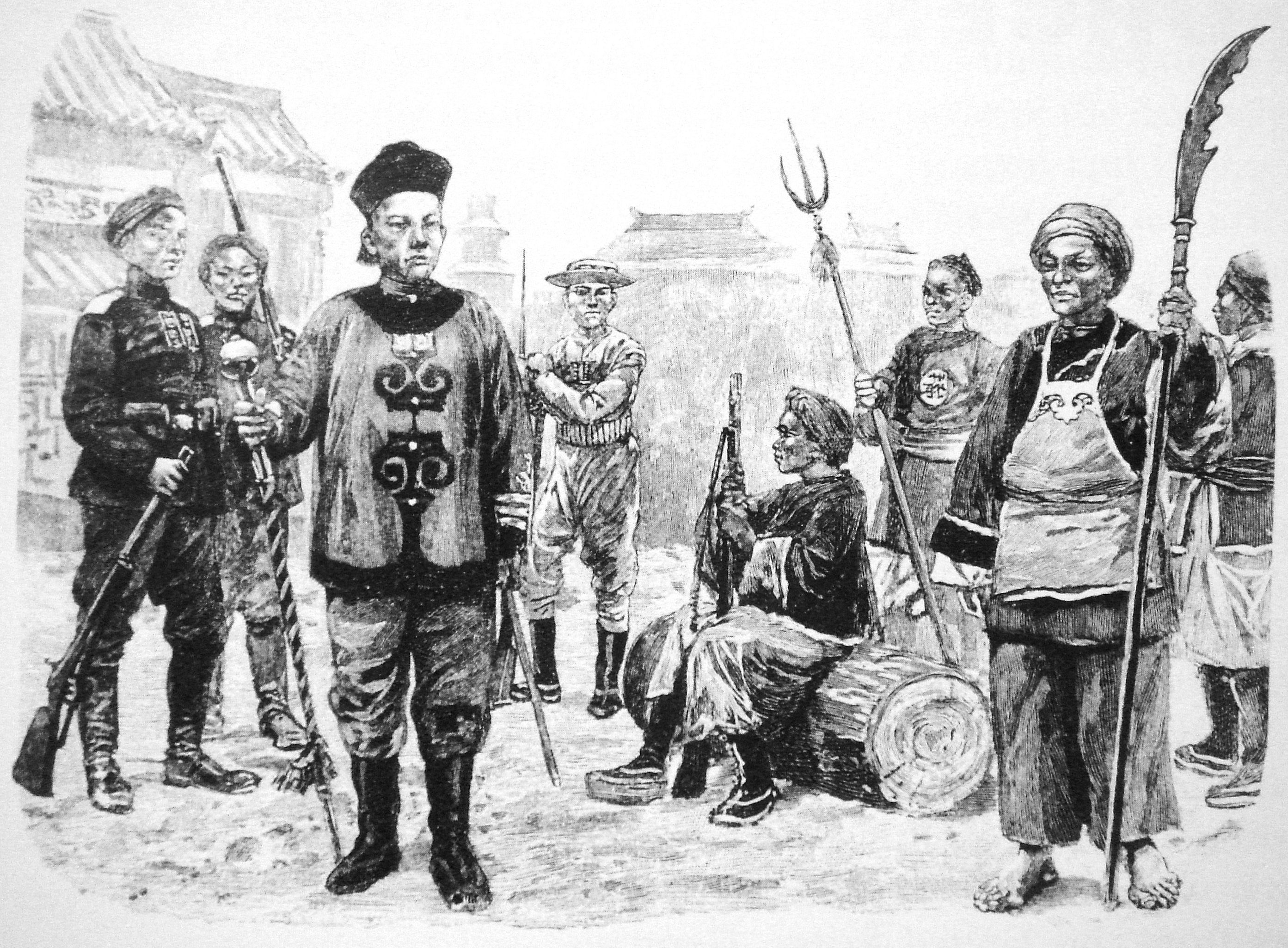
Forças Qing de soldados chineses em 1899-1901. À esquerda: dois soldados de infantaria do Novo Exército Imperial. Frente: tambor-mor do exército regular. Sentado no porta-malas: artilheiro de campanha. À direita: Boxers

Em outros países, as opiniões dos Boxers eram complexas e controversas. Mark Twain disse que "o Boxer é um patriota. Ele ama seu país mais do que os países de outras pessoas. Desejo-lhe sucesso". O escritor russo Leo Tolstoy também elogiou os Boxers e acusou Nicolau II da Rússia e Guilherme II da Alemanha de serem os principais responsáveis pelos saques, estupros, assassinatos e "brutalidade cristã" das tropas russas e ocidentais. O revolucionário russo Vladimir Lenin zombou da afirmação do governo russo de que estava protegendo a civilização cristã: “Pobre governo imperial! inundou altruisticamente as províncias fronteiriças da China com hordas de empreiteiros, engenheiros e oficiais, que, pela sua conduta, despertaram a indignação até mesmo dos chineses, conhecidos pela sua docilidade". O jornal russo Amurskii Krai criticou o assassinato de civis inocentes e acusou que "restrição", "civilização" e "cultura", em vez de "ódio racial" e "destruição", teriam sido mais apropriados para um "cristão civilizado". nação." O jornal perguntava: "O que devemos dizer às pessoas civilizadas? Teremos que dizer-lhes: 'Não nos considerem mais como irmãos. Somos pessoas más e terríveis; matamos aqueles que se esconderam em nossa casa, que buscaram nossa proteção'".

Até mesmo alguns clérigos americanos falaram em apoio aos Boxers. Em 1912, o evangelista Rev. George F. Pentecost disse que a revolta dos Boxers foi:
“movimento patriótico para expulsar os 'demônios estrangeiros' - só isso - os demônios estrangeiros”. "Suponhamos", disse ele, "que as grandes nações da Europa reunissem as suas frotas, viessem para cá, tomassem Portland, seguissem para Boston, depois para Nova Iorque, depois para Filadélfia, e assim por diante, ao longo da costa atlântica e ao redor do Golfo de Galveston? Suponha que eles tomassem posse dessas cidades portuárias, expulsassem nosso povo para o interior, construíssem grandes armazéns e fábricas, trouxessem um corpo de agentes dissolutos e notificassem calmamente nosso povo de que dali em diante eles administrariam o comércio do país? Não teríamos um movimento Boxer para expulsar esses demônios cristãos europeus estrangeiros do nosso país?".
O indiano bengali Rabindranath Tagore atacou os colonialistas europeus. Vários soldados indianos do Exército Indiano Britânico simpatizaram com a causa dos Boxers e, em 1994, os militares indianos devolveram à China um sino saqueado por soldados britânicos no Templo do Céu.

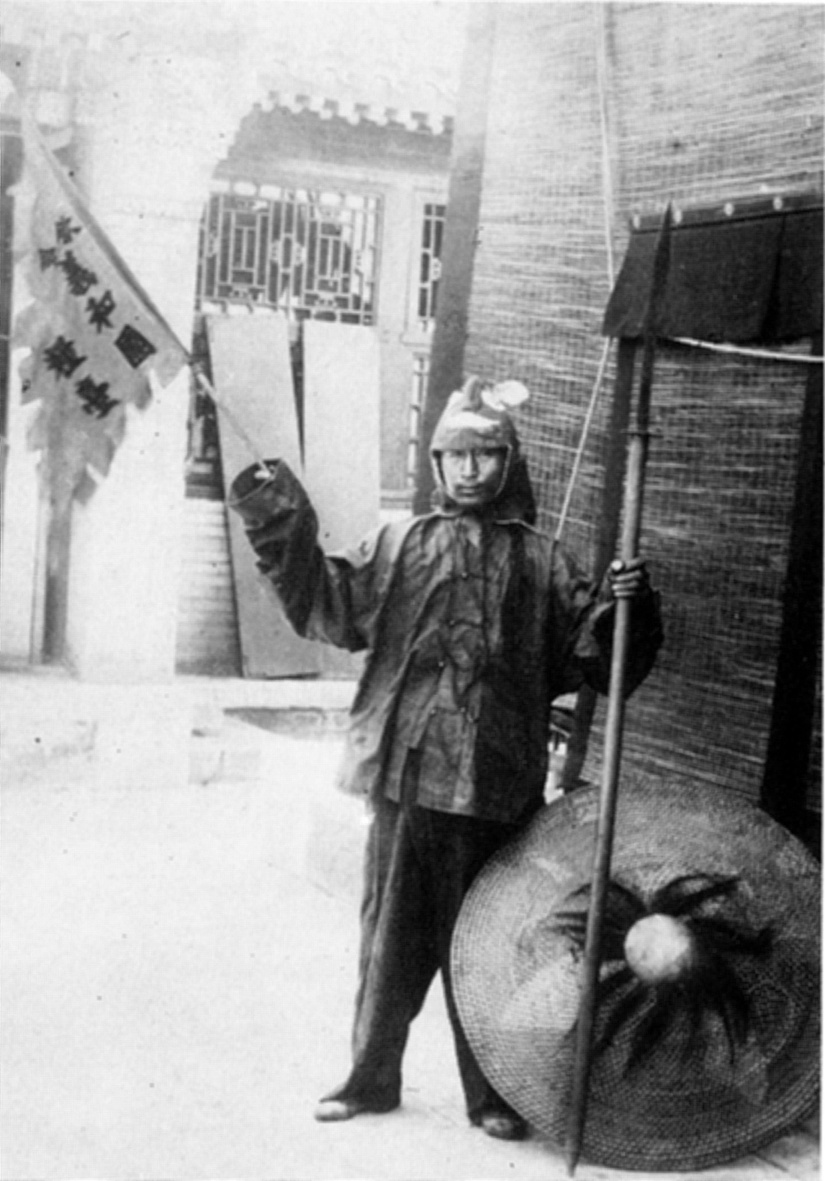
Um boxer durante a revolta

Os eventos também deixaram um impacto mais longo. O historiador Robert Bickers observou que, para o governo britânico, a Rebelião dos Boxers serviu como o "equivalente ao 'motim' indiano", e os eventos da rebelião influenciaram a ideia do Perigo Amarelo entre o público britânico. Acontecimentos posteriores, acrescenta, como a Revolução Nacionalista Chinesa na década de 1920 e mesmo as atividades dos Guardas Vermelhos na década de 1960 foram vistos como estando à sombra dos Boxers.
Em Taiwan e Hong Kong, os livros de história muitas vezes apresentam o Boxer como irracional, mas na China continental, os livros do governo central descreviam o movimento Boxer como um movimento camponês patriótico e anti-imperialista que fracassou pela falta de liderança da classe trabalhadora moderna, e descreveram o exército internacional como uma força invasora. Nas últimas décadas, no entanto, projetos em grande escala de entrevistas em aldeias e explorações de fontes de arquivo levaram os historiadores na China a adotar uma visão mais matizada. Alguns estudiosos não chineses, como Joseph Esherick, viram o movimento como antiimperialista, mas outros sustentam que o conceito "nacionalista" é anacrônico porque a nação chinesa não havia sido formada e os Boxers estavam mais preocupados com questões regionais. O estudo recente de Paul Cohen inclui uma pesquisa sobre "os Boxers como mito", que mostra como a sua memória foi usada na mudança de formas na China do século XX, desde o Movimento da Nova Cultura até à Revolução Cultural.
Nos últimos anos, a questão do Boxer tem sido debatida na República Popular da China. Em 1998, o estudioso crítico Wang Yi argumentou que os Boxers tinham características em comum com o extremismo da Revolução Cultural. Ambos os eventos tiveram o objetivo externo de “liquidar todas as pragas nocivas” e o objetivo interno de “eliminar os elementos nocivos de todas as descrições” e que a relação estava enraizada no “obscurantismo cultural”. Wang explicou aos seus leitores as mudanças nas atitudes em relação aos Boxers, desde a condenação do Movimento Quatro de Maio até à aprovação expressa por Mao Tsé-Tung durante a Revolução Cultural. Em 2006, Yuan Weishi, professor de filosofia na Universidade de Zhongshan em Guangzhou, escreveu que os Boxers, por suas "ações criminosas, trouxeram sofrimento indescritível à nação e ao seu povo! Todos esses são fatos que todos conhecem, e é uma vergonha nacional que o povo chinês não pode esquecer". Yuan acusou que os livros de história careciam de neutralidade ao apresentar a Revolta dos Boxers como um "magnífico feito de patriotismo" e não a visão de que a maioria dos rebeldes Boxers eram violentos. Em resposta, alguns rotularam Yuan Weishi de "traidor" (Hanjian).

## Terminologia
O nome "Rebelião dos Boxers", conclui Joseph W. Esherick, um historiador contemporâneo, é verdadeiramente um "nome impróprio", pois os Boxers "nunca se rebelaram contra os governantes Manchu da China e sua dinastia Qing" e o "slogan dos Boxers mais comum, em todo a história do movimento era 'apoiar os Qing, destruir os Estrangeiros', onde 'estrangeiro' claramente significava a religião estrangeira, o Cristianismo, e seus convertidos chineses, tanto quanto os próprios estrangeiros. Ele acrescenta que só depois de o movimento ter sido suprimido pela Intervenção Aliada é que as potências estrangeiras e os influentes funcionários chineses perceberam que os Qing teriam de permanecer como governo da China para manter a ordem e cobrar impostos para pagar a indemnização. Portanto, a fim de salvar a face da Imperatriz Viúva e dos membros da corte imperial, todos argumentaram que os Boxers eram rebeldes e que o único apoio que os Boxers recebiam da corte imperial vinha de alguns príncipes Manchus. Esherick conclui que a origem do termo "rebelião" foi "puramente política e oportunista", mas teve um notável poder de permanência, especialmente nos relatos populares.
Em 6 de junho de 1900, o The Times de Londres usou o termo "rebelião" entre aspas, provavelmente para indicar sua opinião de que o levante foi na verdade instigado pela imperatriz viúva Cixi. O historiador Lanxin Xiang refere-se ao levante como a "chamada 'Rebelião dos Boxers'" e também afirma que "embora a rebelião camponesa não fosse novidade na história chinesa, uma guerra contra os estados mais poderosos do mundo era". Outras obras ocidentais recentes referem-se ao levante como "Movimento Boxer", "Guerra Boxer" ou Movimento Yihetuan, enquanto estudos chineses referem-se a ele como 义和团运动 (Yihetuan yundong), ou seja, o "Movimento Yihetuan ." Na sua discussão sobre as implicações gerais e jurídicas da terminologia envolvida, o estudioso alemão Thoralf Klein observa que todos os termos, incluindo os termos chineses, são “interpretações póstumas do conflito”. Ele argumenta que cada termo, seja “revolta”, “rebelião” ou “movimento”, implica uma definição diferente do conflito. Até mesmo o termo “Guerra dos Boxers”, que tem sido frequentemente usado por estudiosos no Ocidente, levanta questões. Nenhum dos lados fez uma declaração formal de guerra. Os decretos imperiais de 21 de junho diziam que as hostilidades haviam começado e instruíam o exército regular chinês a se juntar aos Boxers contra os exércitos Aliados. Esta foi uma declaração de guerra de facto. As tropas aliadas comportaram-se como soldados que montavam uma expedição punitiva em estilo colonial, em vez de soldados que travavam uma guerra declarada com restrições legais. Os Aliados aproveitaram-se do facto de a China não ter assinado "As Leis e Costumes da Guerra Terrestre", um documento fundamental assinado na Conferência de Paz de Haia de 1899. Argumentaram que a China violou disposições que eles próprios ignoraram.

Há também uma diferença nos termos referentes aos combatentes. Os primeiros relatórios vindos da China em 1898 referiam-se aos ativistas da aldeia como "Yihequan" (Wade – Giles: I Ho Ch'uan). O primeiro uso do termo "Boxer" está contido em uma carta escrita em Shandong em setembro de 1899 pela missionária Grace Newton. O contexto da carta deixa claro que, quando foi escrita, “Boxer” já era um termo bem conhecido, provavelmente cunhado por Arthur H. Smith ou Henry Porter, dois missionários que também residiam em Shandong. Smith diz em seu livro de 1902 que o nome:
I Ho Ch'uan... denota literalmente os 'Punhos' (Ch'uan) da Justiça (ou Pública) (I) Harmonia (Ho), em aparente alusão à força da força unida que deveria ser desenvolvida. Como a frase chinesa “punhos e pés” significa boxe e luta livre, parecia não haver termo mais adequado para os adeptos da seita do que “Boxers”, uma designação usada pela primeira vez por um ou dois correspondentes missionários de revistas estrangeiras na China, e mais tarde universalmente aceito devido à dificuldade de cunhar um melhor.

## Na mídia

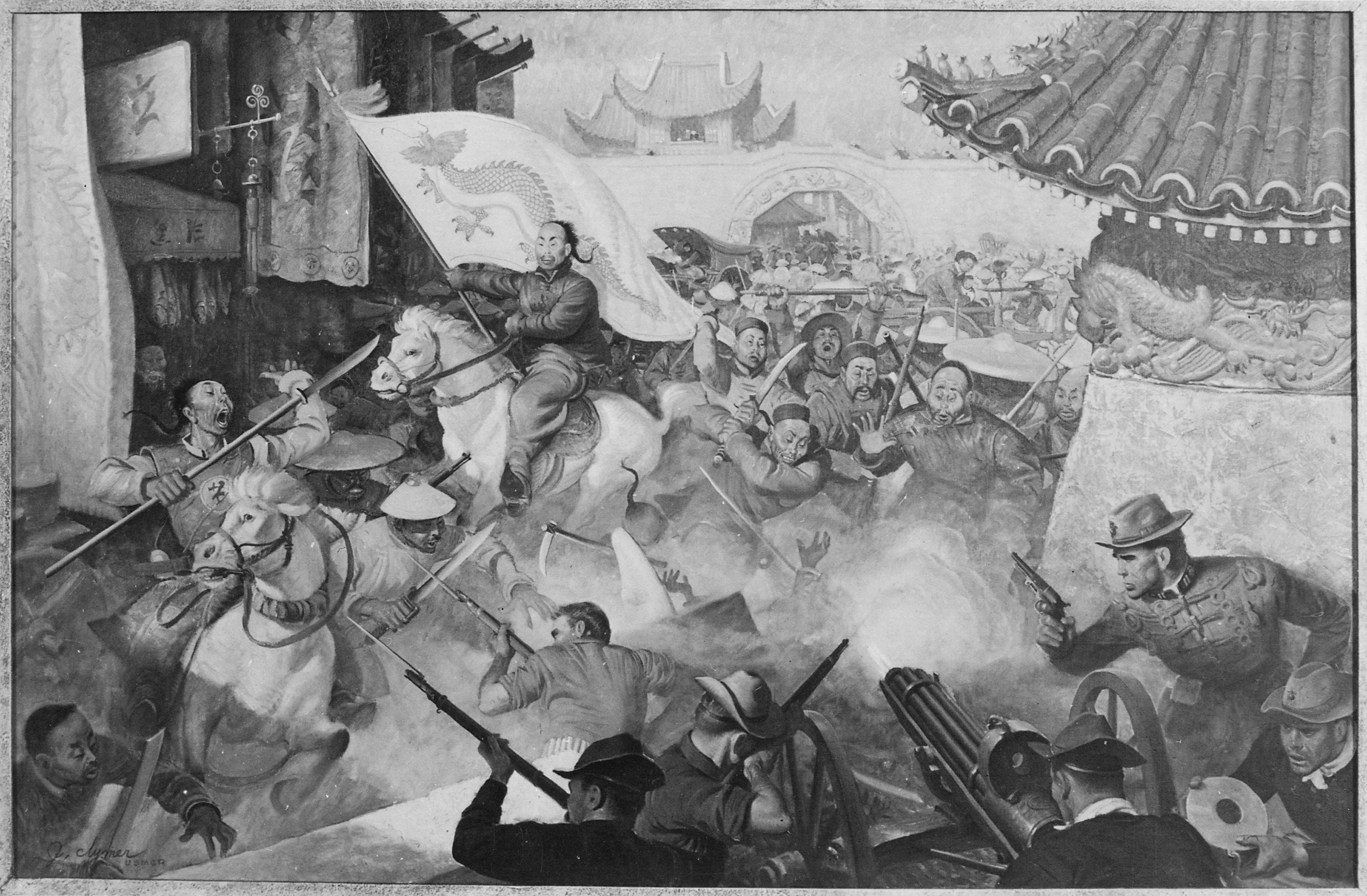
Fuzileiros navais dos EUA lutam contra boxeadores rebeldes fora do Quarteirão da Legação de Pequim, 1900. Cópia da pintura do Sargento John Clymer.

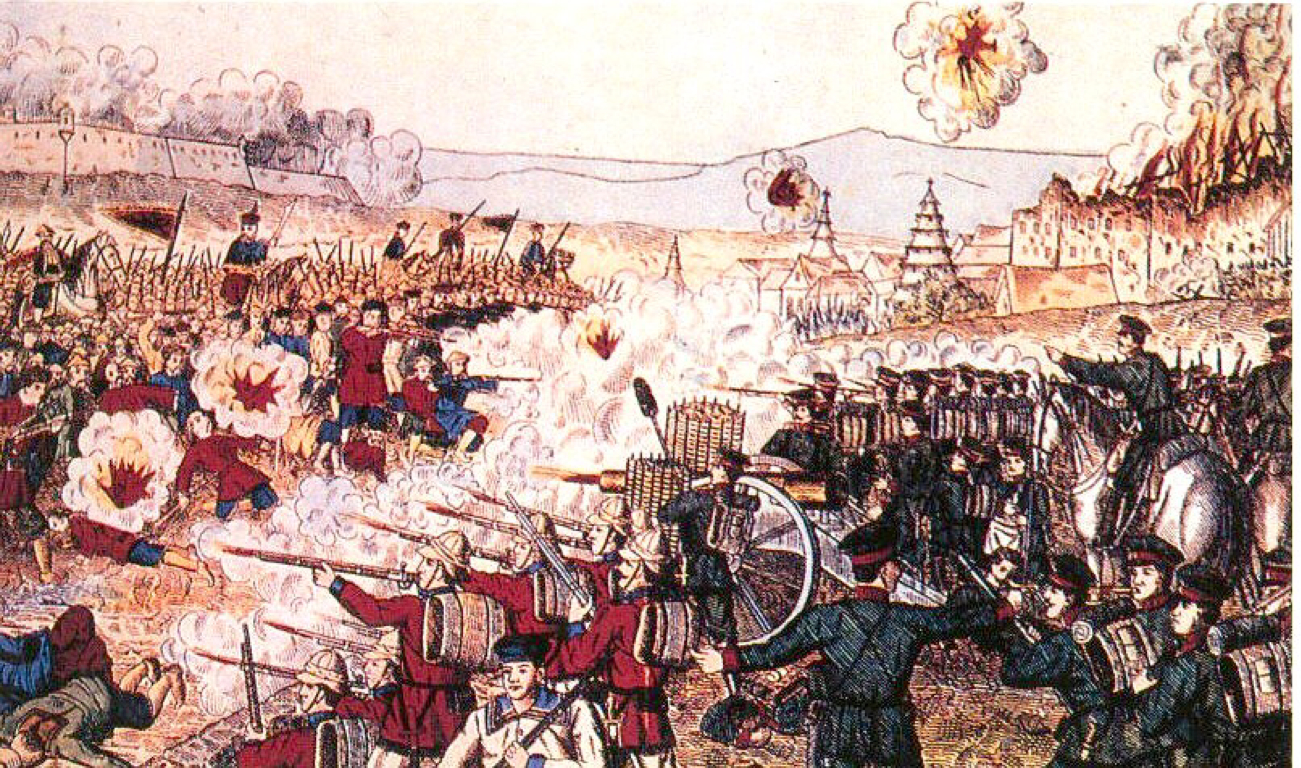
As forças britânicas e japonesas enfrentam os boxeadores na batalha

Em 1900, muitas novas formas de mídia haviam amadurecido, incluindo jornais e revistas ilustrados, cartões postais, cartazes e anúncios, todos apresentando imagens dos Boxers e dos exércitos invasores. A rebelião foi coberta pela imprensa ilustrada estrangeira por artistas e fotógrafos. Pinturas e gravuras também foram publicadas, incluindo xilogravuras japonesas. Nas décadas seguintes, os Boxers foram alvo constante de comentários. Uma amostragem inclui:
- Na peça polonesa The Wedding, de Stanisław Wyspiański, publicada pela primeira vez em 16 de março de 1901, antes mesmo de a rebelião ser finalmente esmagada, o personagem Czepiec faz ao jornalista (Dziennikarz) uma das perguntas mais conhecidas da história da literatura polonesa: "Cóż tam, panie, w polityce? Chińczyki trzymają się mocno!? ("Como vão as coisas na política, senhor? Os chineses estão resistindo com firmeza!?").[186]
- Liu E, As viagens de Lao Can[187] mostra com simpatia um oficial honesto tentando realizar reformas e retrata os Boxers como rebeldes sectários.
- O filme 55 Dias em Pequim, de 1963, dirigido por Nicholas Ray e estrelado por Charlton Heston, Ava Gardner e David Niven.[188]
- Em 1975, o estúdio Shaw Brothers de Hong Kong produziu o filme Boxer Rebellion (chinês tradicional: 八國聯軍, pinyin: bāguó liánjūn, Wade–Giles: Pa Kuo lien chun, lit. ‘Eight-Nation Allied Army’) sob o diretor Chang Cheh.[189]
- The Last Empress (Boston, 2007), de Anchee Min, descreve o longo reinado da imperatriz viúva Cixi em que o cerco às legações é um dos eventos culminantes do romance.
- Mo Yan. Sandalwood Death. O ponto de vista dos aldeões durante a Revolta dos Boxers.[190]

#### Análises gerais
- Bickers, Robert A., and R. G. Tiedemann, eds., The Boxers, China, and the World. Lanham: Rowman & Littlefield, 2007. ISBN 978-0-7425-5394-1ISBN 978-0-7425-5394-1.
- Bickers, Robert A. The Scramble for China: Foreign Devils in the Qing Empire, 1800–1914 (London: Allen Lane, 2011). online review Arquivado em 8 maio 2022 no Wayback Machine
- Buck, David D. "Recent Studies of the Boxer Movement", Chinese Studies in History 20 (1987). Introduction to a special issue of the journal devoted to translations of recent research on the Boxers in the People's Republic.
- Der Ling, Princess (1928). Old Buddha, Dodd, Mead & Company. Chapters XXXII–XXXVIII.
- Harrison, Henrietta. "Justice on Behalf of Heaven" History Today (Sep 2000), Vol. 50 Issue 9, p. 44–51 online; popular history.
- Knüsel, Ariane. "Facing the Dragon: Teaching the Boxer Uprising Through Cartoons." History Teacher 50.2 (2017): 201–226. online
- Shan, Patrick Fuliang (2018). Yuan Shikai: A Reappraisal, The University of British Columbia Press. ISBN 978-0-7748-3778-1ISBN 978-0-7748-3778-1.
- Purcell, Victor (1963). The Boxer Uprising: A background study. online edition Arquivado em 26 fevereiro 2009 no Wayback Machine
- Rhoads, Edward J. M. (2000). Manchus and Han: Ethnic Relations and Political Power in Late Qing and Early Republican China, 1861–1928. [S.l.]: University of Washington Press. ISBN 978-0-295-99748-3
- Wu, Jiarui. "Ramifications of Two Divergent Paths: A Comparative Study of 1900 and 2020 Crises in China." Advances in Historical Studies 11.1 (2022): 1–14. online

#### Experiência missionária e relatos pessoais
- Bell, P, and Clements, R, (2014). Lives from a Black Tin Box ISBN 978-1-86024-931-0 The story of the Xinzhou martyrs, Shanxi Province.
- Brandt, Nat (1994). Massacre in Shansi. Syracuse University Press. ISBN 0-8156-0282-0ISBN 0-8156-0282-0. The story of the Oberlin missionaries at Taigu, Shanxi.
- Clark, Anthony E. (2015). Heaven in Conflict: Franciscans and the Boxer Uprising in Shanxi. Seattle and London: University of Washington Press. ISBN 978-0-295-99400-0ISBN 978-0-295-99400-0
- Hsia, R. Po-chia. "Christianity and Empire: The Catholic Mission in Late Imperial China." Studies in Church History 54 (2018): 208–224.
- Price, Eva Jane. China Journal, 1889–1900: An American Missionary Family During the Boxer Rebellion, (1989). ISBN 0-684-18951-8ISBN 0-684-18951-8. Review: Susanna Ashton, "Compound Walls: Eva Jane Price's Letters from a Chinese Mission, 1890–1900." Frontiers 1996 17(3): 80–94. ISSN 0160-9009ISSN 0160-9009. The journal of the events leading up to the deaths of the Price family.
- Sharf, Frederic A., and Peter Harrington (2000). China 1900: The Eyewitnesses Speak. London: Greenhill. ISBN 1-85367-410-9ISBN 1-85367-410-9. Excerpts from German, British, Japanese, and American soldiers, diplomats and journalists.
- Sharf, Frederic A., and Peter Harrington (2000). China 1900: The Artists' Perspective. London: Greenhill. ISBN 1-85367-409-5ISBN 1-85367-409-5
- Tiedemann, R.G. "Boxers, Christians and the culture of violence in north China" Journal of Peasant Studies (1998) 25:4 p. 150–160, doi:10.1080/03066159808438688
- Tiedemann, R.G. Reference Guide to Christian Missionary Societies in China: From the Sixteenth to the Twentieth Century (East Gate Books, 2009)

#### Intervenção aliada, a Guerra dos Boxers e as consequências
- Bodin, Lynn E. and Christopher Warner. The Boxer Rebellion. London: Osprey, Men-at-Arms Series 95, 1979. ISBN 0-85045-335-6ISBN 0-85045-335-6 (pbk.) Illustrated history of the military campaign.
- Fleming, Peter (1959). The Siege at Peking. New York: Harper. ISBN 0-88029-462-0
- Hevia, James L. "Leaving a Brand on China: Missionary Discourse in the Wake of the Boxer Movement", Modern China 18.3 (1992): 304–332.
- Hevia, James L. "A Reign of Terror: Punishment and Retribution in Beijing and its Environs", Chapter 6, in English Lessons: The Pedagogy of Imperialism in Nineteenth Century China (Durham, NC: Duke University Press, 2003), p. 195–240. ISBN 0-8223-3151-9ISBN 0-8223-3151-9
- Hunt, Michael H. "The American Remission of the Boxer Indemnity: A Reappraisal", Journal of Asian Studies 31 (Spring 1972): 539–559.
- Hunt, Michael H. "The Forgotten Occupation: Peking, 1900–1901", Pacific Historical Review 48.4 (November 1979): 501–529.
- Langer, William. The Diplomacy of Imperialism 1890–1902 (2nd ed. 1950), pp. 677–709.

#### Relatos e fontes contemporâneas
- Broomhall, Marshall (1901). Martyred Missionaries of The China Inland Mission; With a Record of The Perils and Sufferings of Some Who Escaped. London: Morgan and Scott. A contemporary account.
- Conger, Sarah Pike (1909), Letters from China with Particular Reference to the Empress Dowager and the Women of China 2nd ed. , Chicago: A.C. McClurg
- E. H. Edwards, Fire and Sword in Shansi: The Story of the Martyrdom of Foreigners and Chinese Christians (New York: Revell, 1903)
- Isaac Taylor Headland, Chinese Heroes; Being a Record of Persecutions Endured by Native Christians in the Boxer Uprising (New York, Cincinnati: Eaton & Mains; Jennings & Pye, 1902).
- Arnold Henry Savage Landor, China and the Allies (New York: Scribner's, 1901). 01008198 Google Books: China and the Allies
- Pierre Loti, The Last Days of Pekin (Boston: Little, Brown and Co., 1902): tr. of Les Derniers Jours De Pékin (Paris: Lévy, 1900).
- W. A. P. Martin, The Siege in Peking, China against the World (New York: F. H. Revell company, 1900).
- Putnam Weale, Bertram Lenox, (1907). Indiscreet Letters from Peking: Being the Notes of an Eyewitness, Which Set Forth in Some Detail, From Day to Day, The Real Story of the Siege and Sack of a Distressed Capital in 1900 – The Year of Great Tribulation. Dodd, Mead. Free ebook. Project Gutenberg.
- Arthur H. Smith, China in Convulsion (New York: F. H. Revell, 2 vols. 1901). Internet Archive Volume I Volume II, An account of the Boxers and the siege by a missionary who had lived in a North China village.
- Giuseppe Salvago Raggi The Only Man Dressing for Dinner. Beijing 1900 (Verona: Gingko, 2019). An account of the Italian Minister in Peking.